# Biserica reformată din Eremieni
Biserica reformată din Eremieni este un monument istoric aflat pe teritoriul satului Eremieni, comuna Bereni. În Repertoriul Arheologic Național, monumentul apare cu codul 118156.01.

## Localitatea
Eremieni (în maghiară Nyárádszentimre) este un sat în comuna Bereni din județul Mureș, Transilvania, România. Menționat pentru prima dată în anul 1332 sub numele de Sancto Emerico.

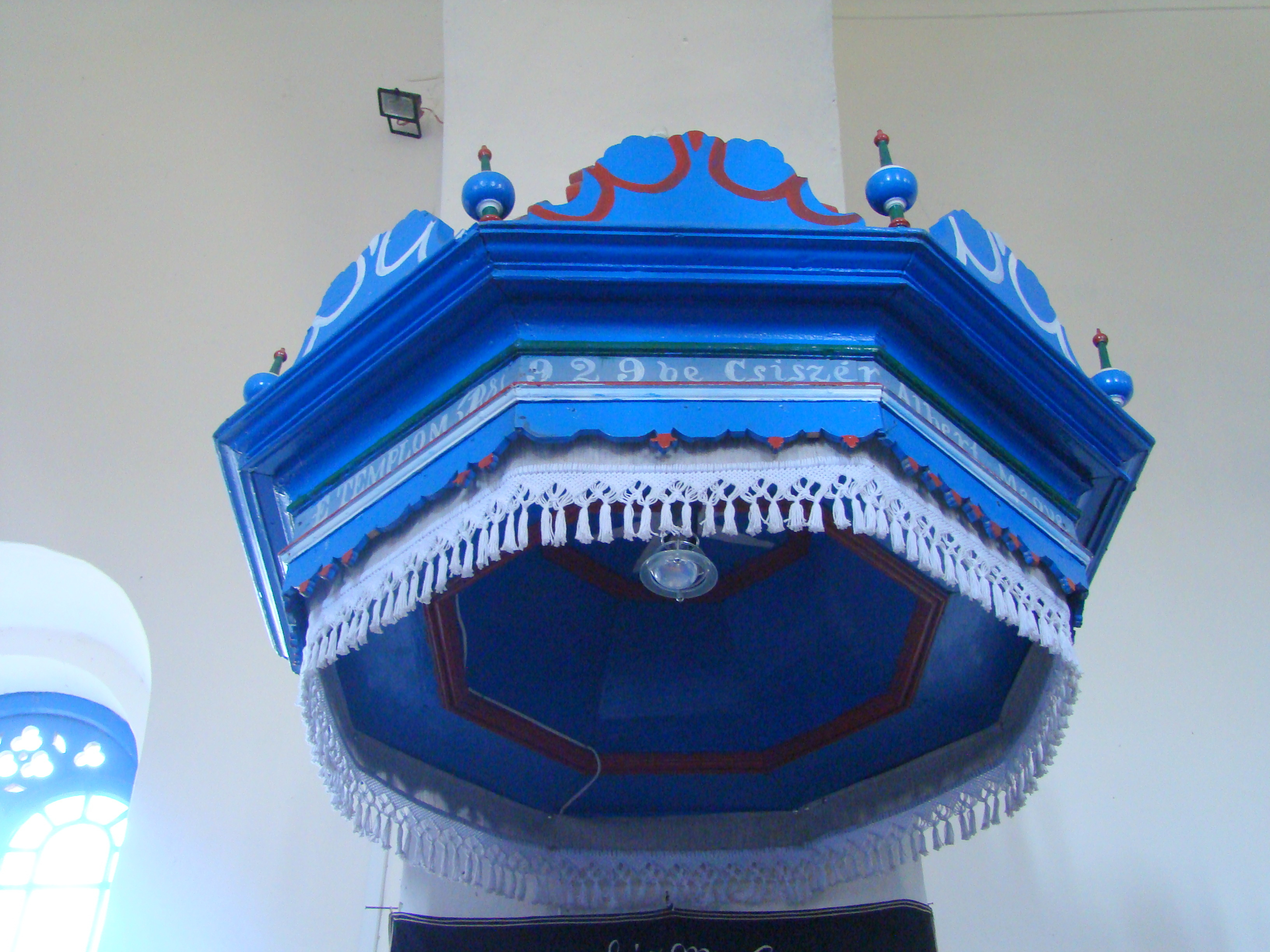
Coronamentul amvonului

## Biserica
Biserica a fost construită de coloniștii din sat în secolul al XIII-lea,  pe un deal din apropiere, pentru a-l onora pe fiul regelui Ștefan I, prințul Imre. Balázs Orbán scria despre el în sec.XIX: „Avem norocul să găsim un monument gotic care este foarte frumos și încă în stare bună ... Sanctuarul său a fost păstrat în întregime, arătând varietatea uimitoare a construcțiilor gotice mature”.
Interiorul bisericii a păstrat în parte atmosfera medievală. Principalele modificări făcute de-a lungul timpului au fost demolarea arcului de triumf și înlocuirea bolții stelate a navei. Până în 1900 a existat un tavan casetat; casetele erau decorate cu flori, imagini ale sfinților, reprezentări biblice și istorice.
Coroana amvonului a fost realizată în 1758. Masa Domnului este placată cu marmură având următoarea inscripție: „Nemes és nemzetes Szt. imrei Megyesi Lajos Uram élete kedves párjával t.es Ákosfalvi Szilágyi Ágnes aszszonyal tsináltatták a Sz. imrei nemes refor. eclesia számára 1804”. Orga a fost construită în 1820.
Alături de biserică, în anul 1785 a fost construită o clopotniță, după cum reiese din anul gravat pe una dintre grinzi.
Pastorii care au slujit de-a lungul timpului în această localitate: Gergely Gálfalvi (1606), Ferenc Felvinczi (1670), Pál Bétfalvi (1686), Mihály Zágini S. (1692-1700), Zsigmond Bölöni (1701-1703; 1713-1735), István Galambfalvi (1710-1712), István Erdődi (1737-1739), András Zágoni (1741-1744), János Vas (1745-1746), János Váradi (1747-1748), Dániel Losonczi (1752-1766), Péter Losonczi (1766-1803), Péter Novák (1803-1813), István Nagy (1813-1820), János Tolvaly Menyői (1820-1853), Lajos Rákosi (1853-1857), János Albert (1857-1859), Mihály Bitai (1859-1861), Lajos Pataki (1861-1891), András Nagy (1893-1897), Albert Jancsó (1904-1933), Gábor Simon (1933-1942), Dénes Gagyi (1943-1946), Lajos Péter (1946-1961), Márton Altmann (1961-1963), Károly Csáky (1963-1970), János Mester (1971-1976), Zoltán Demeter (1976) -1982), Attila Sándor (1983-1985), István Korpos (1985-1994), Csaba Nagy (1995-1997),László Megyaszai (1997-1998), László Ferenc Koncz (1998-2006) și Szabolcs Kovács (2006–).

## Imagini din exterior

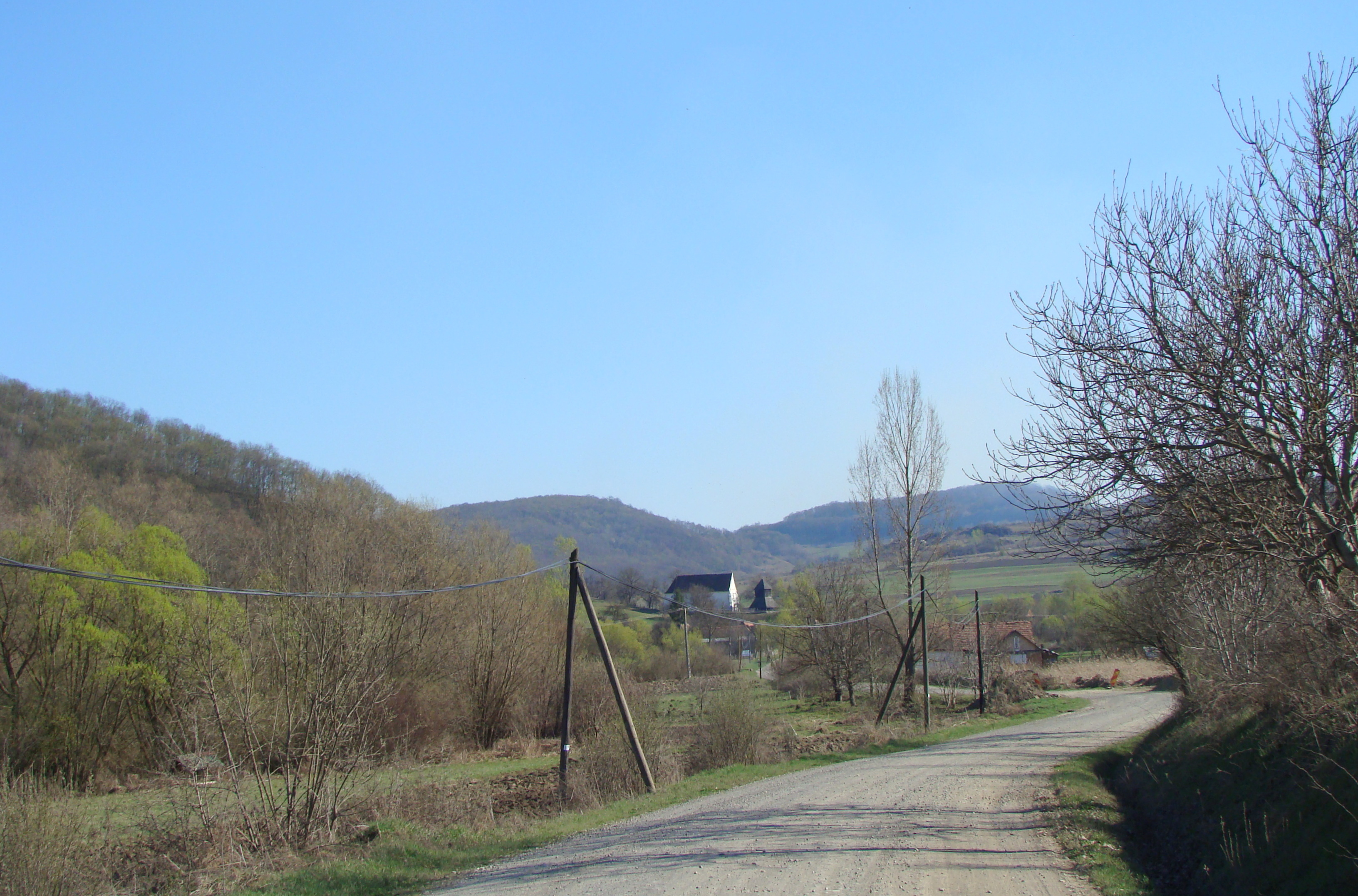
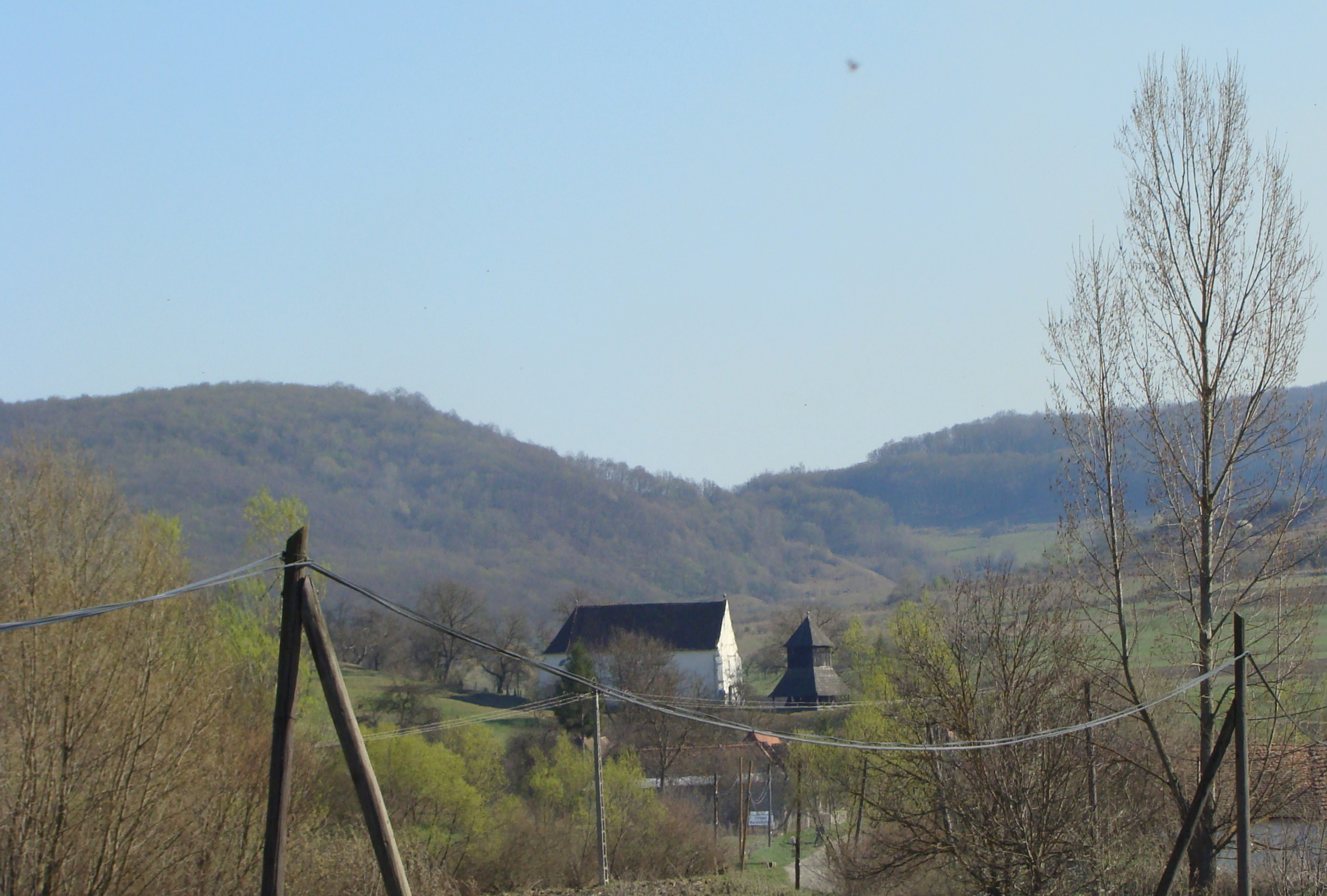
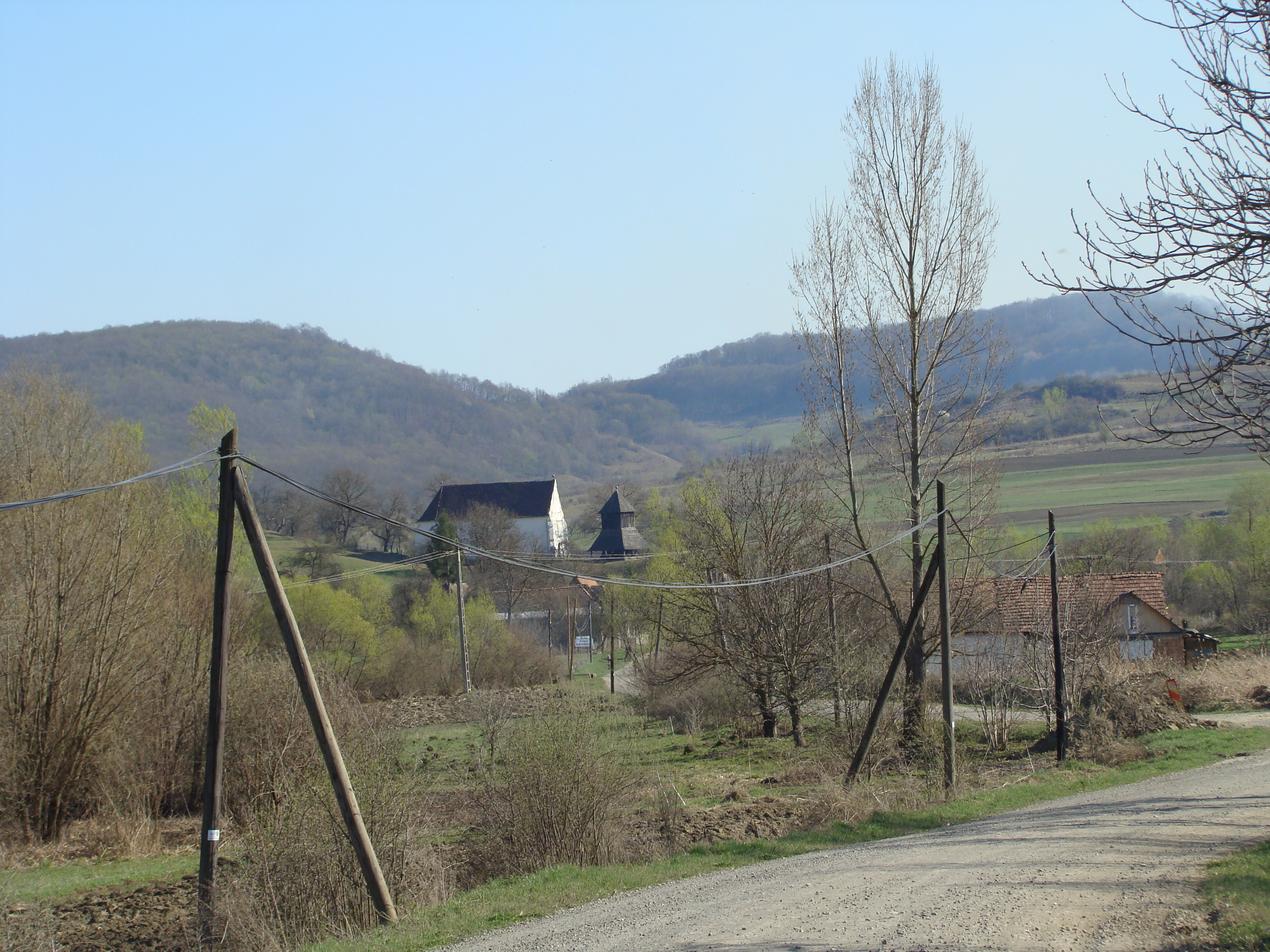
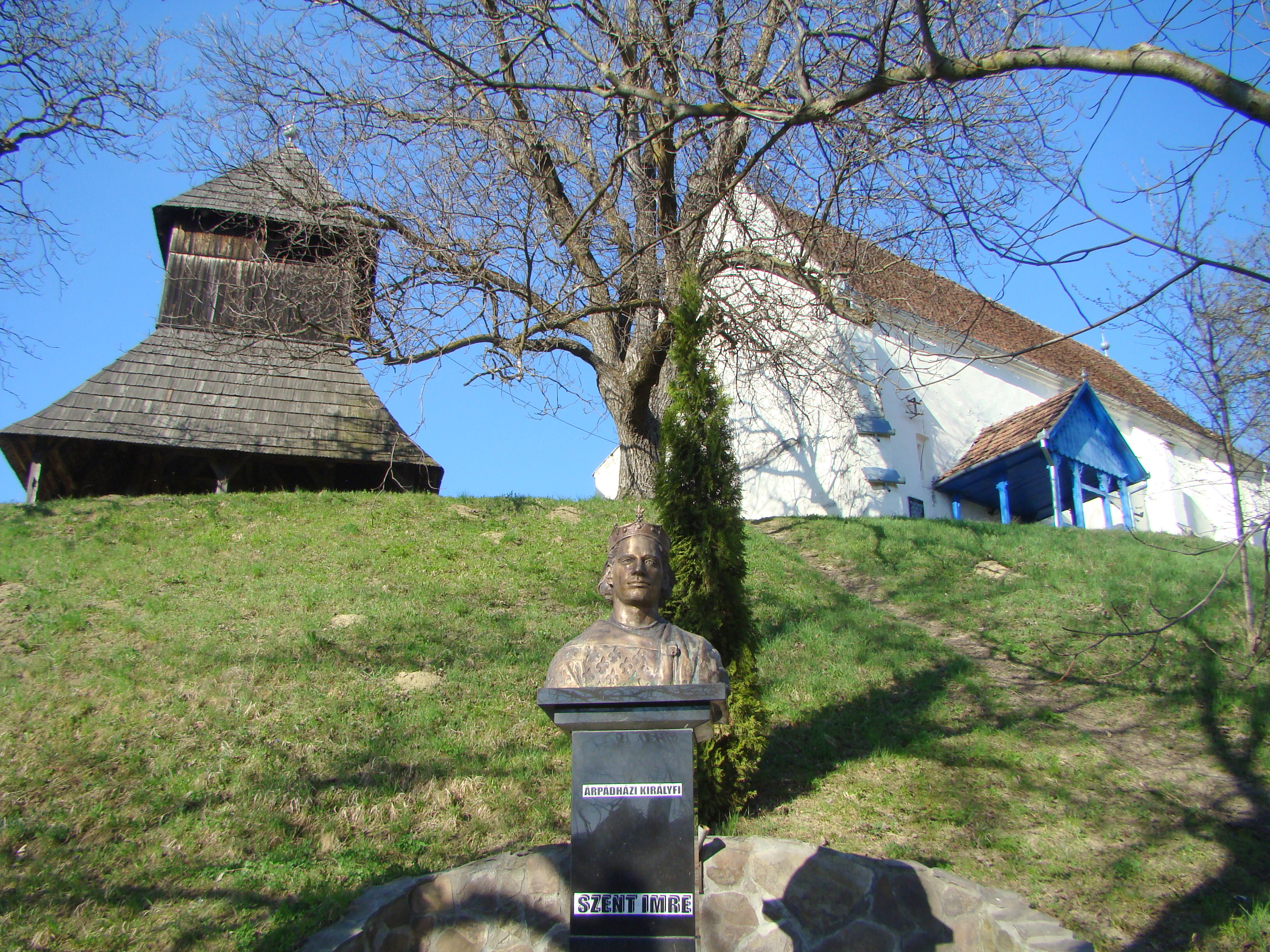
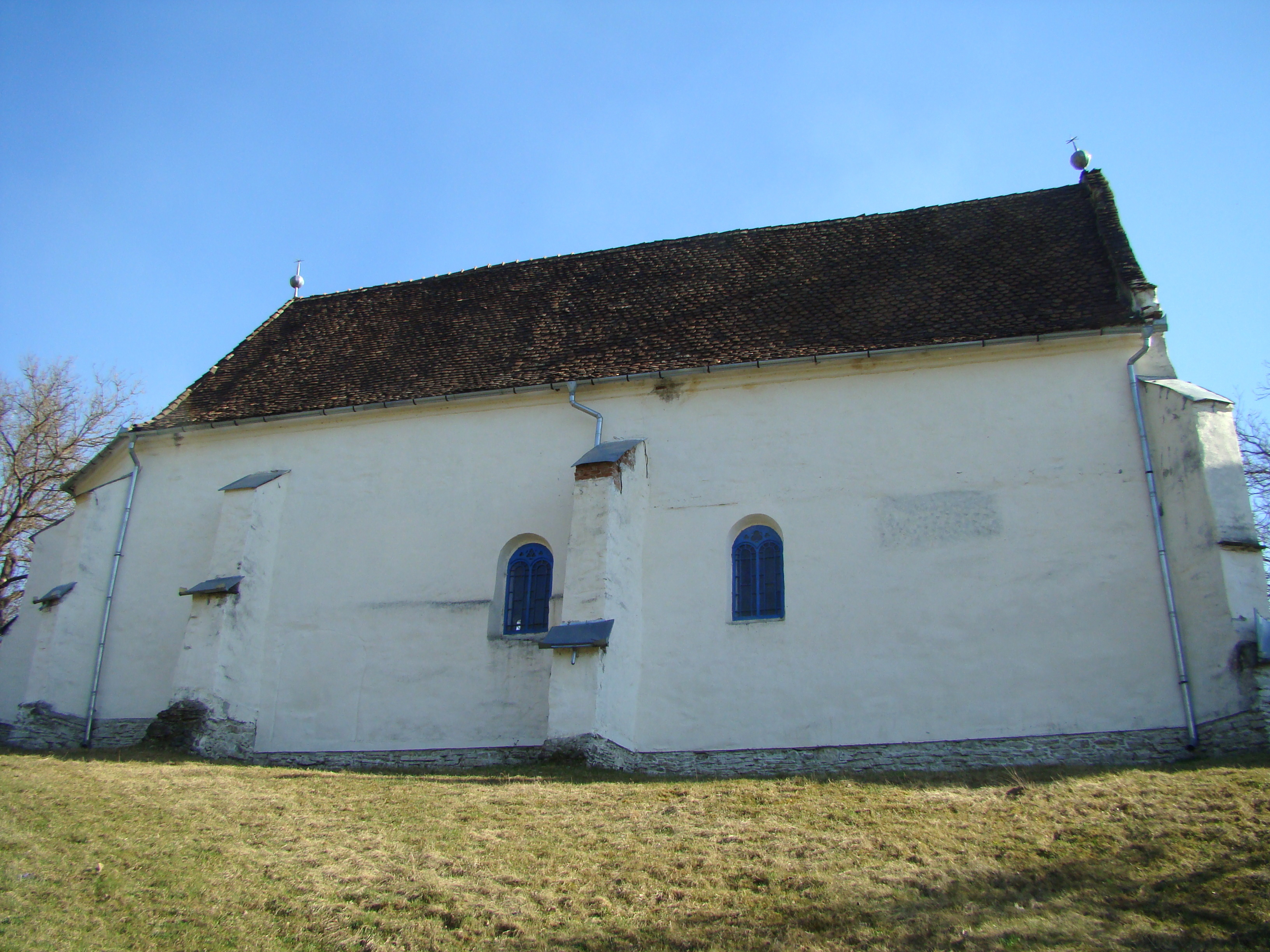
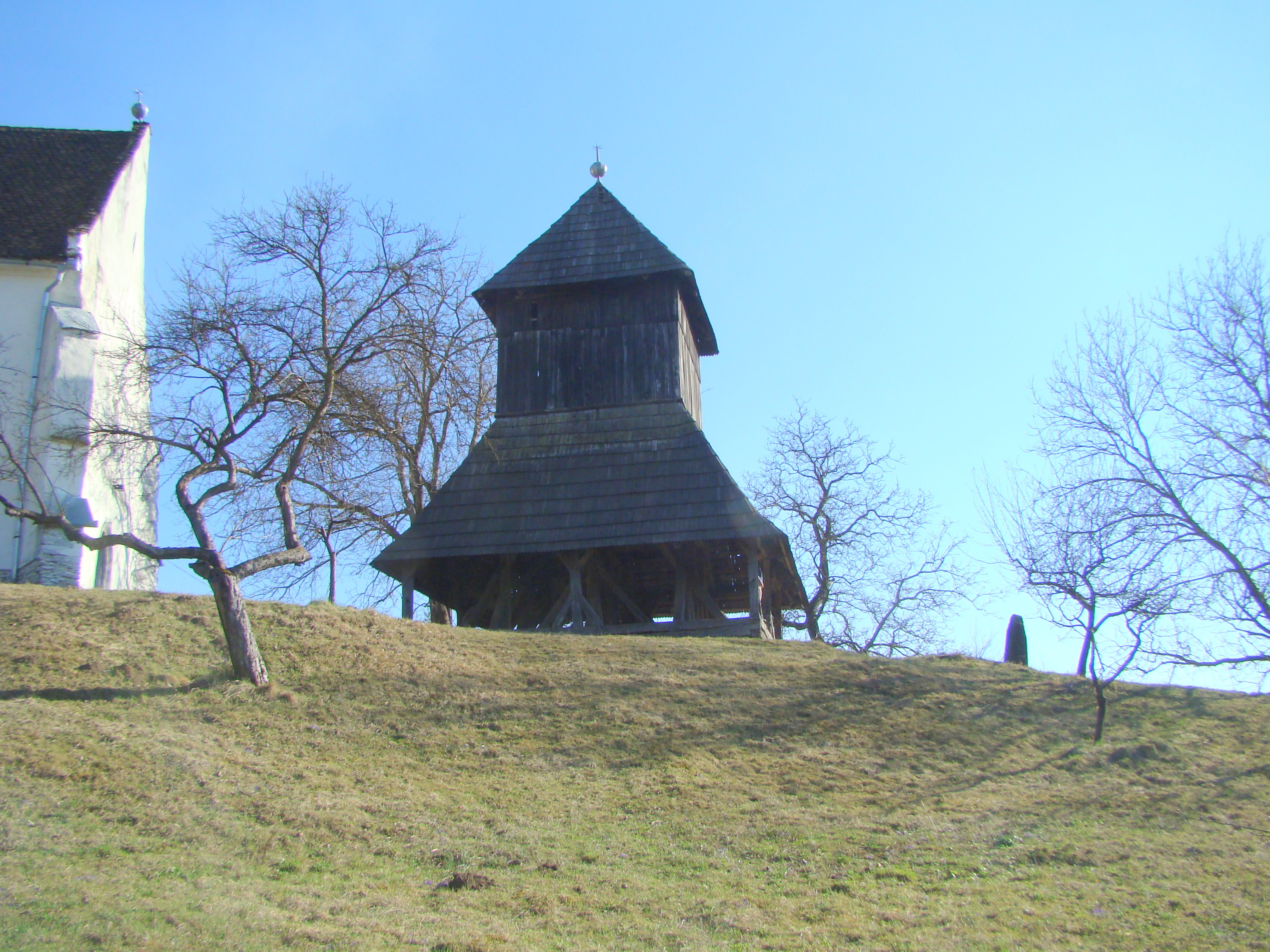
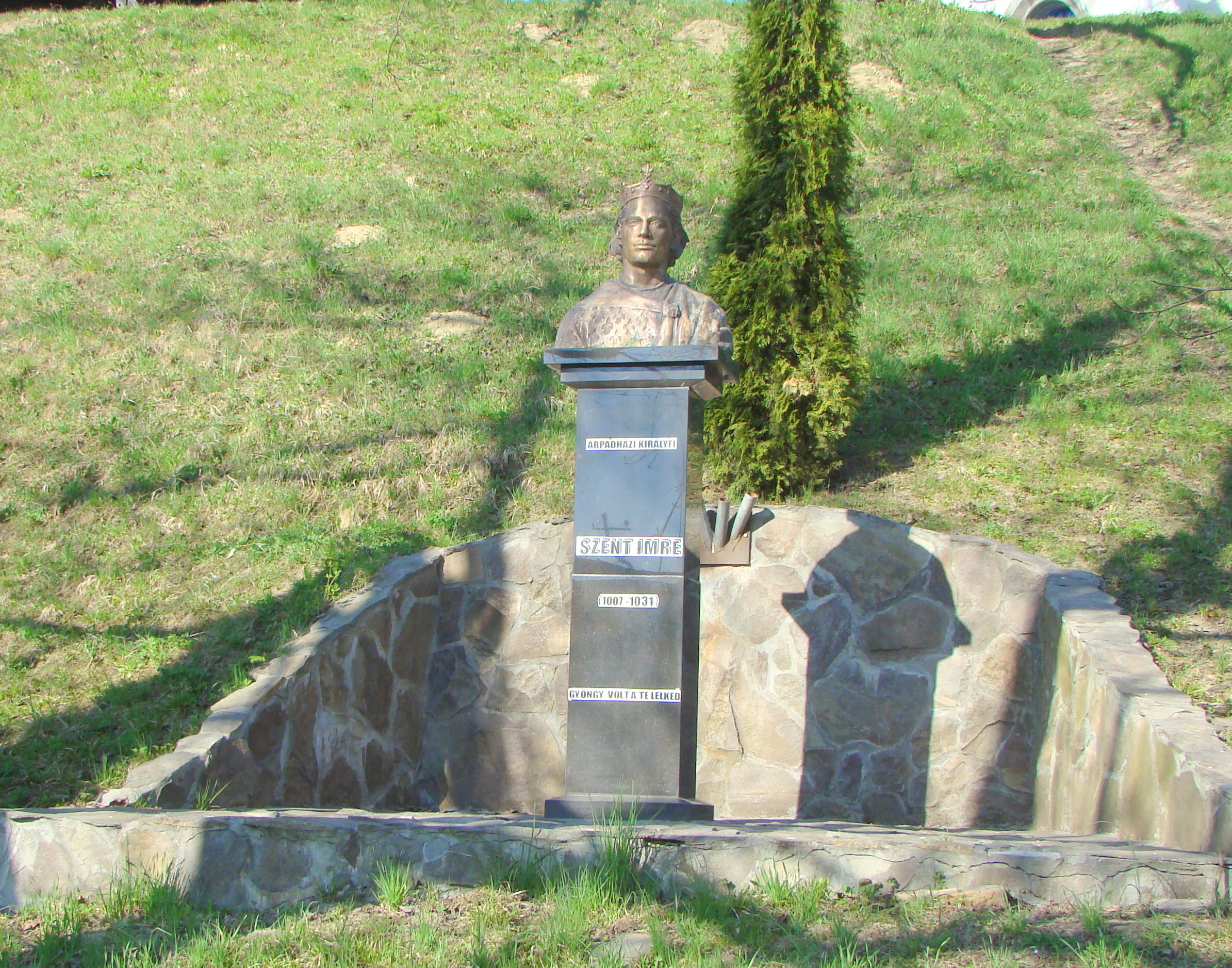
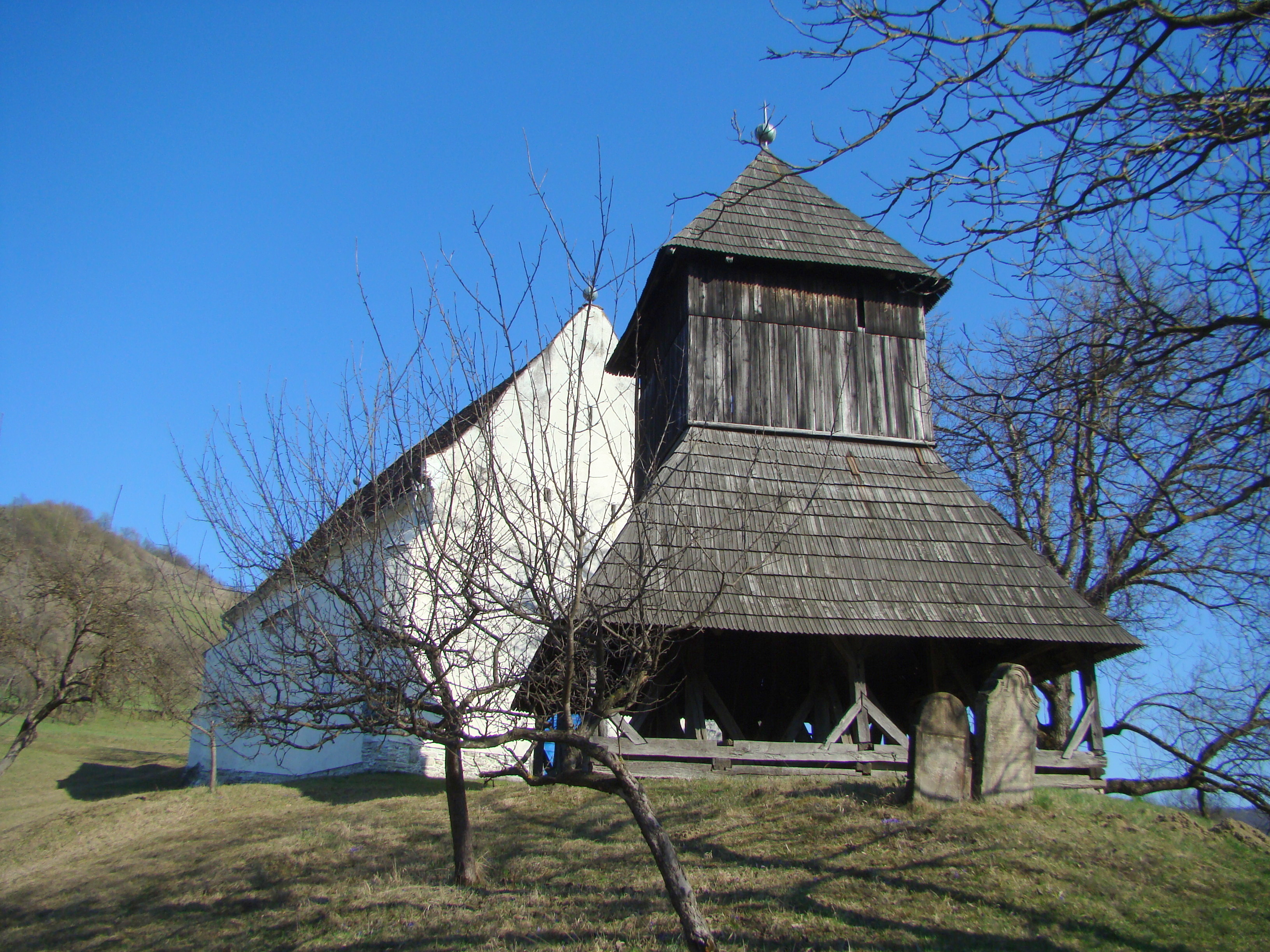
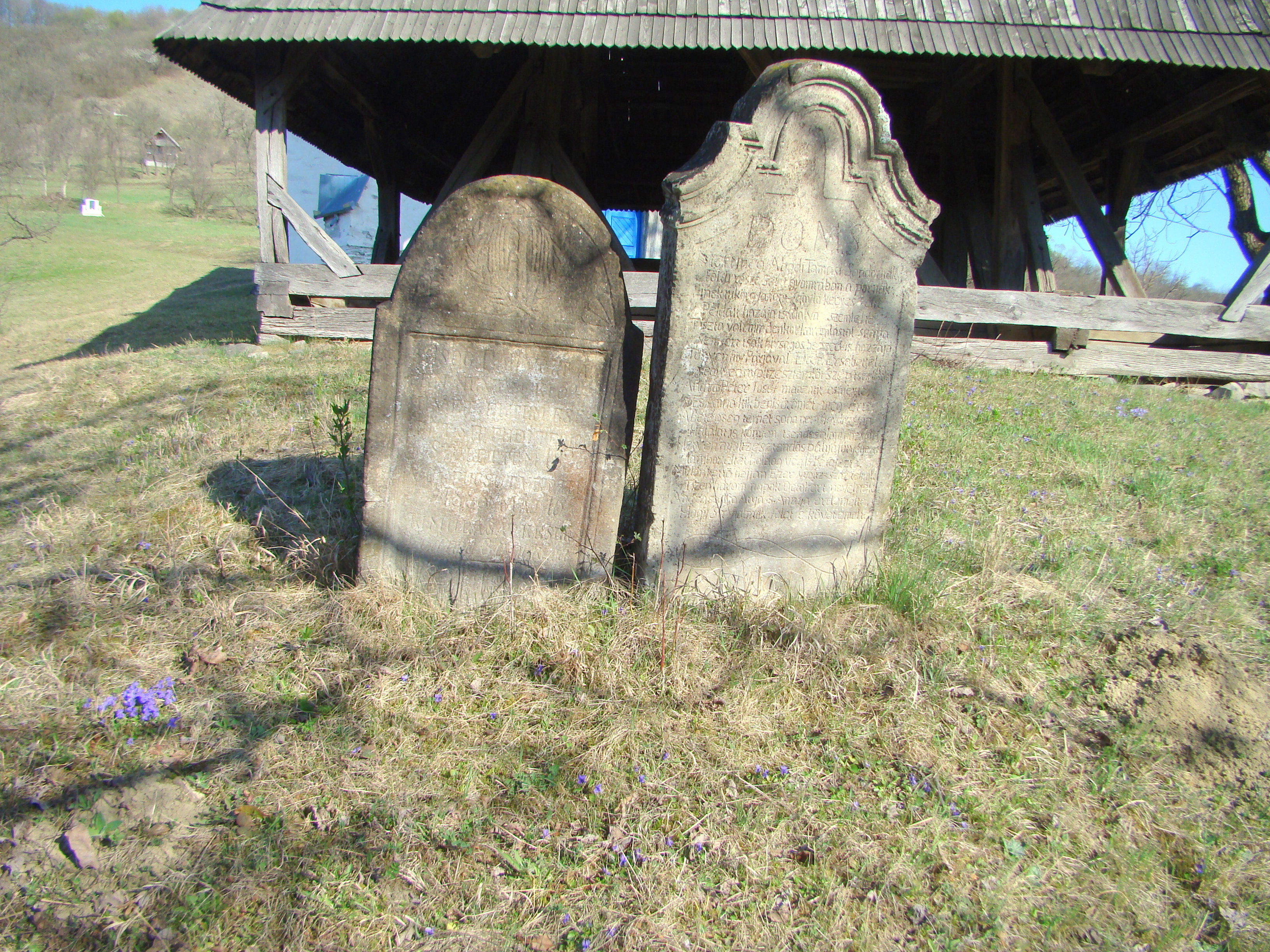
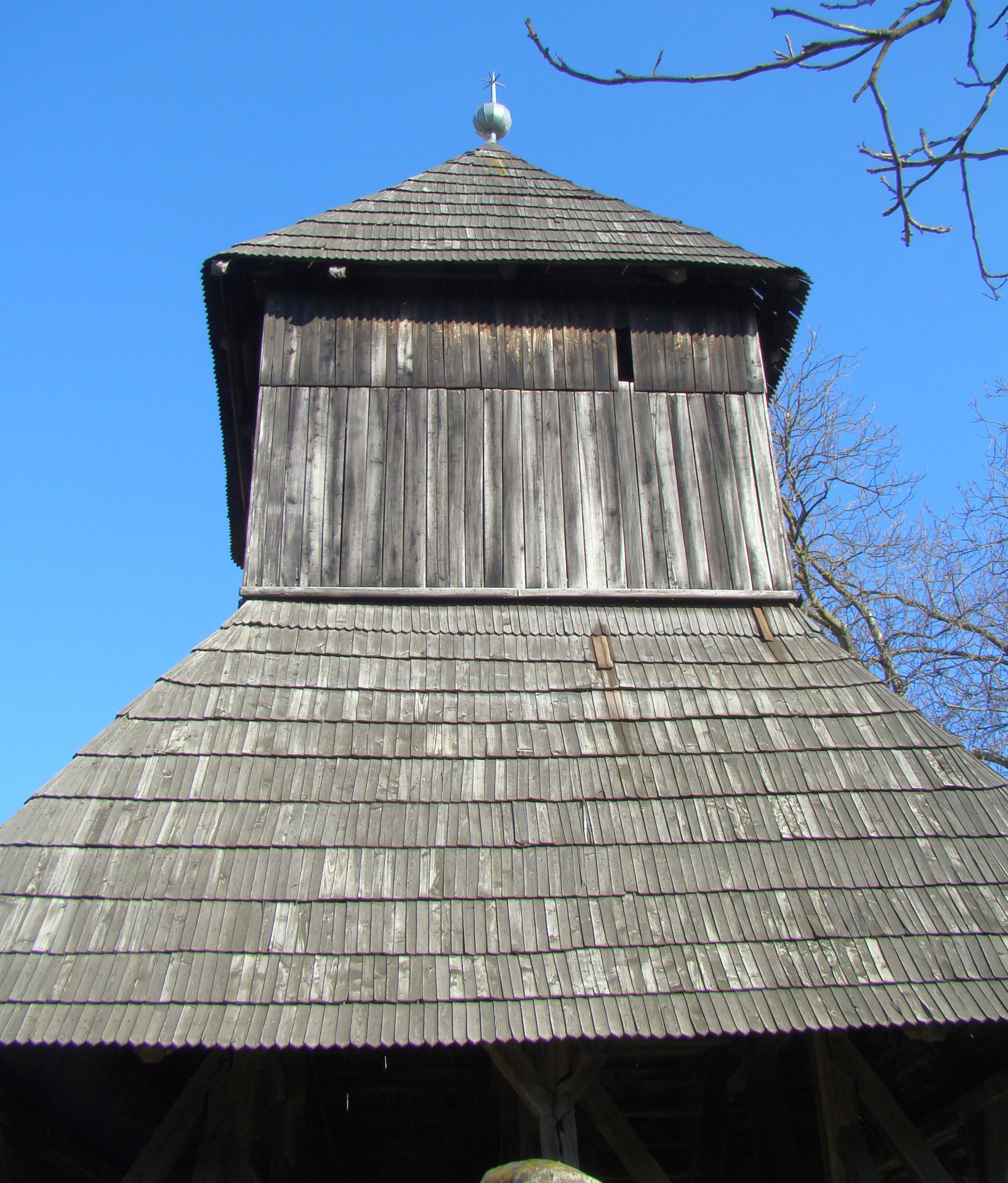
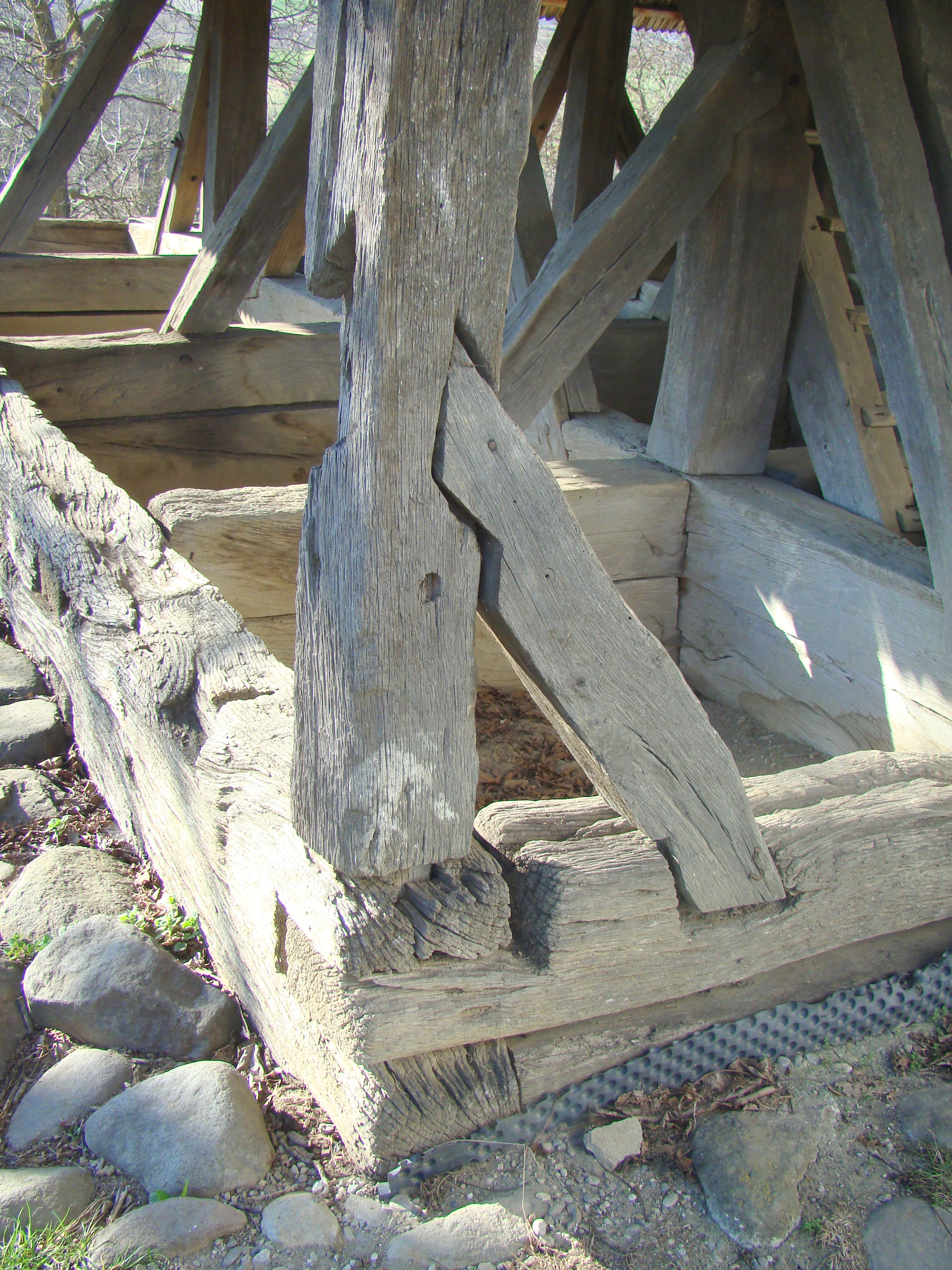
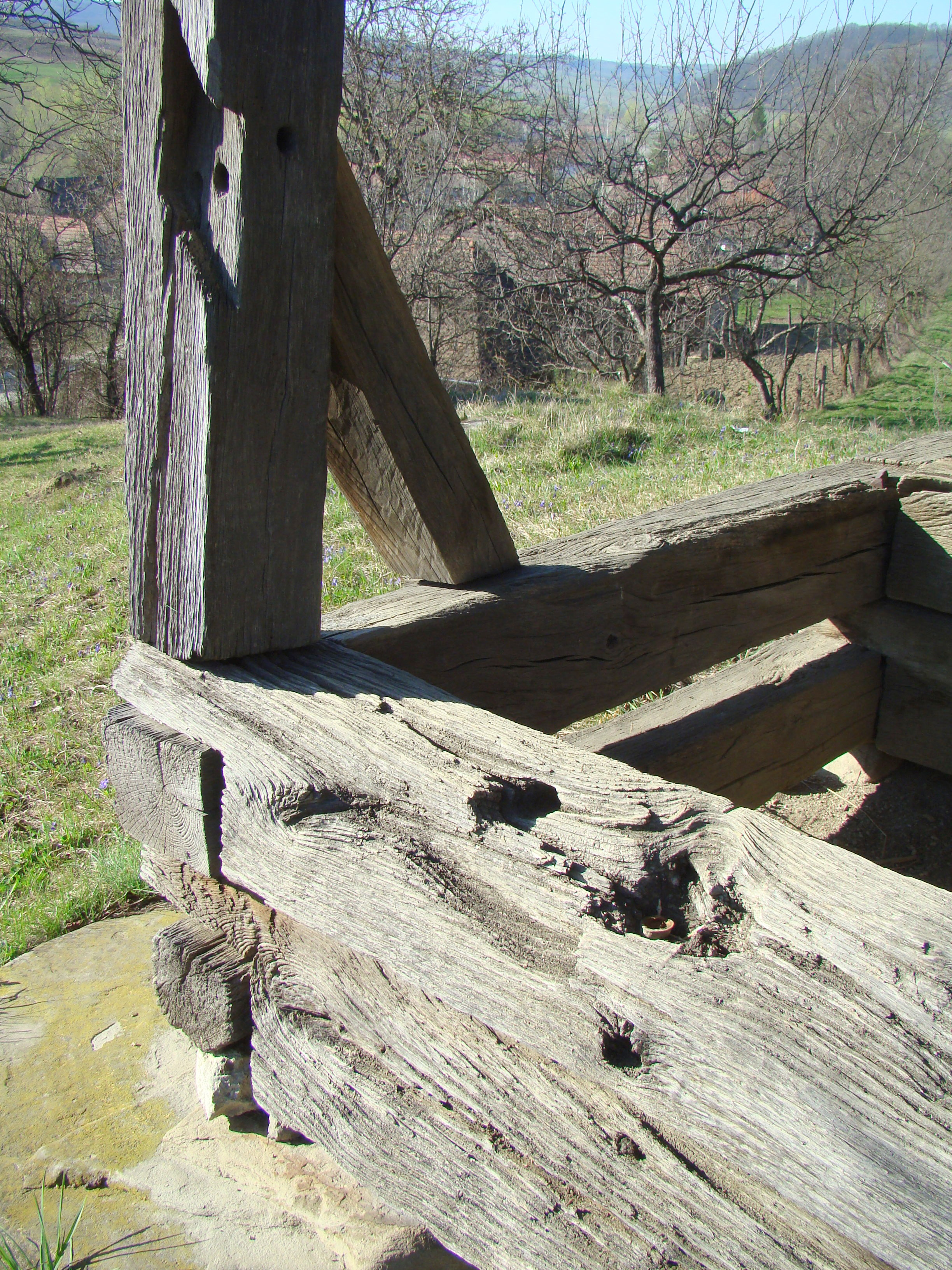
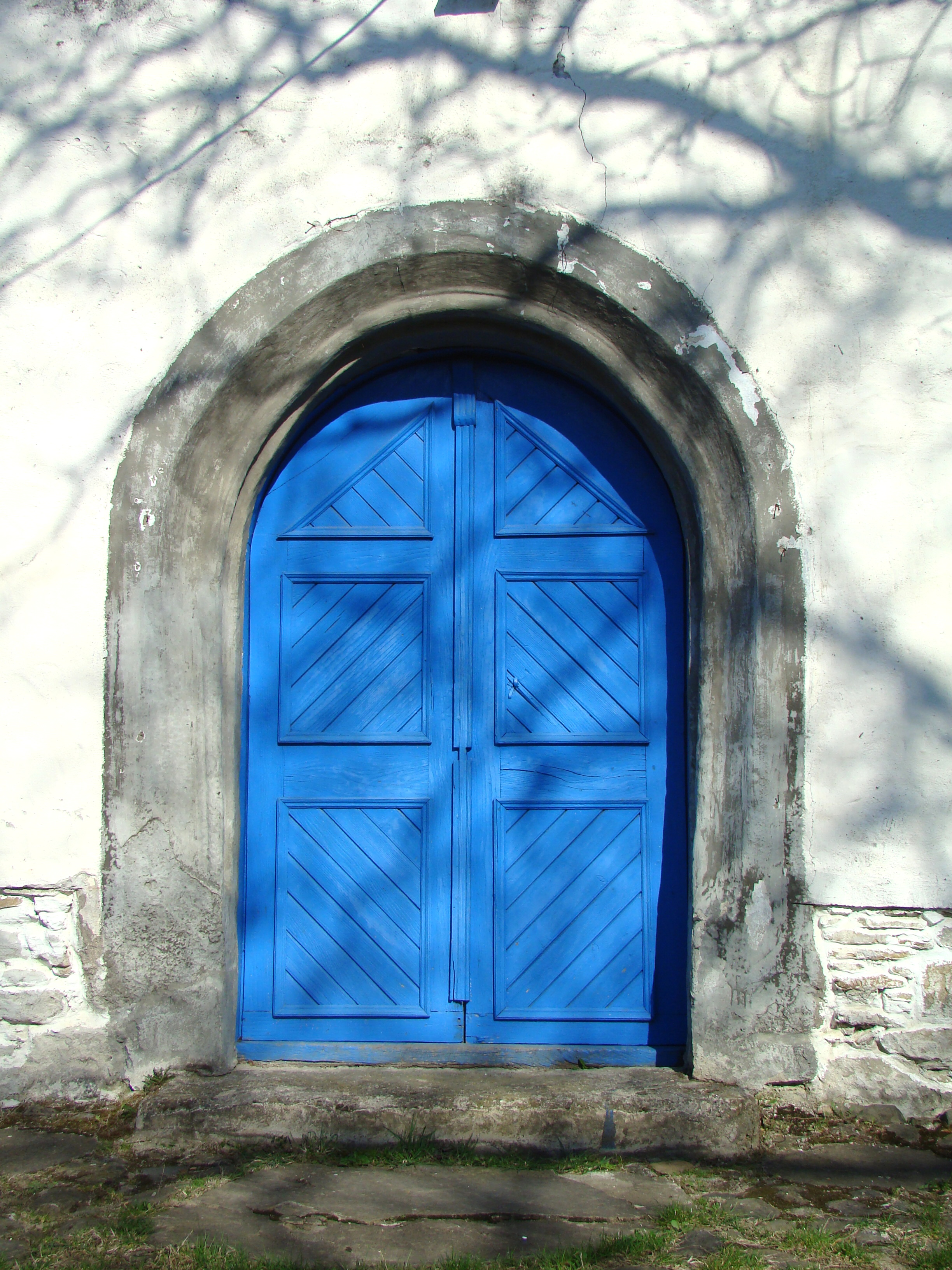
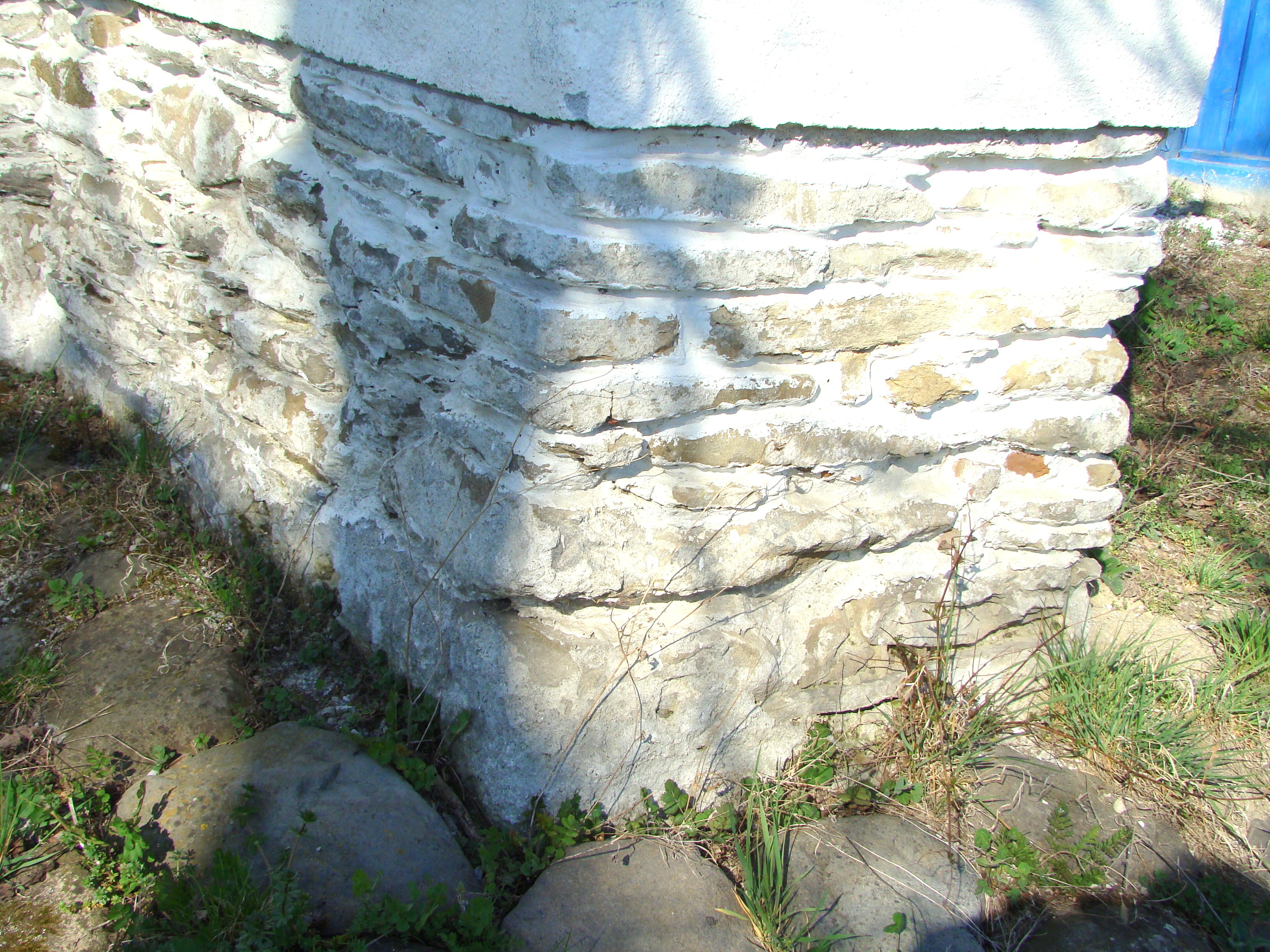
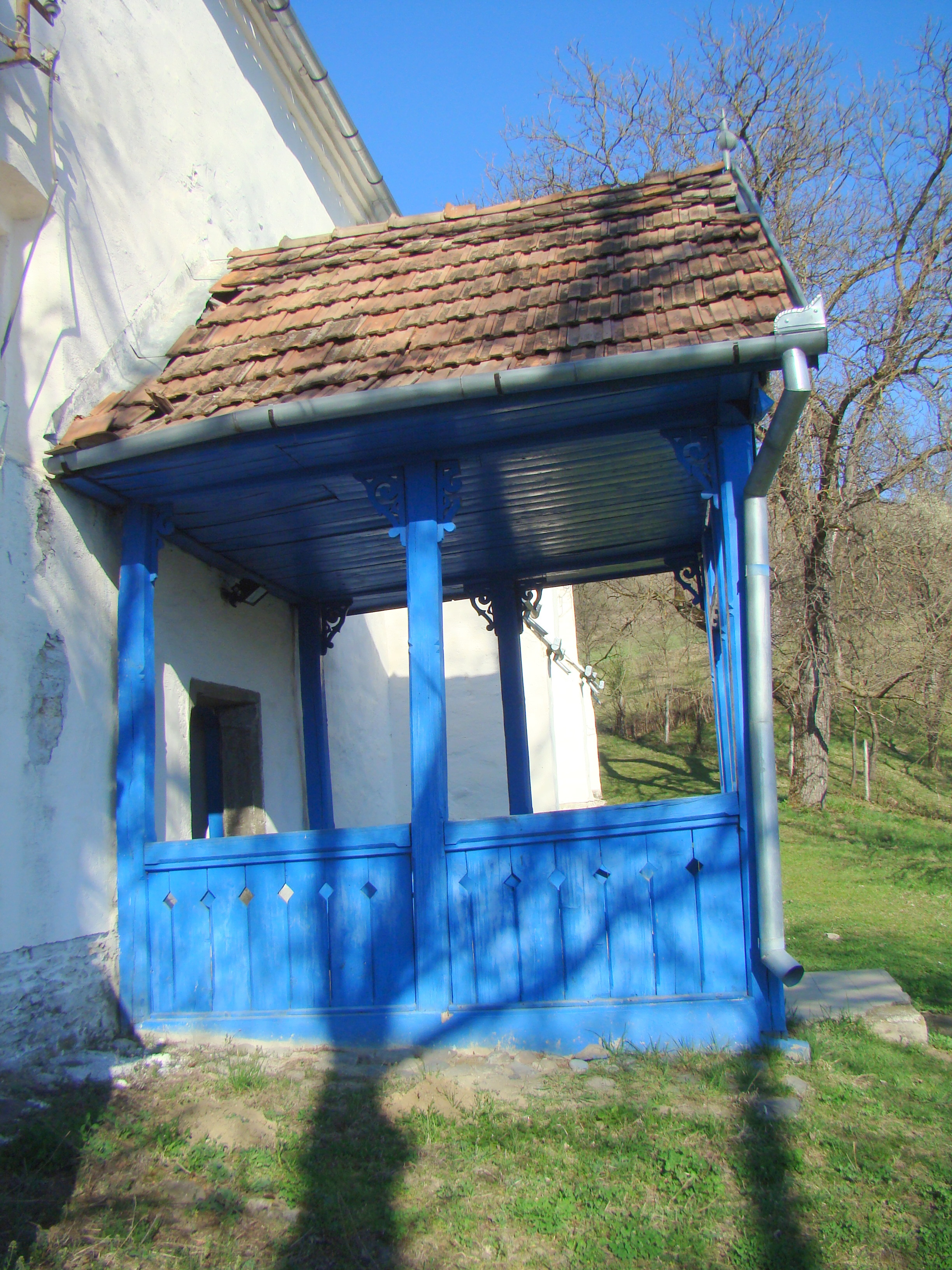
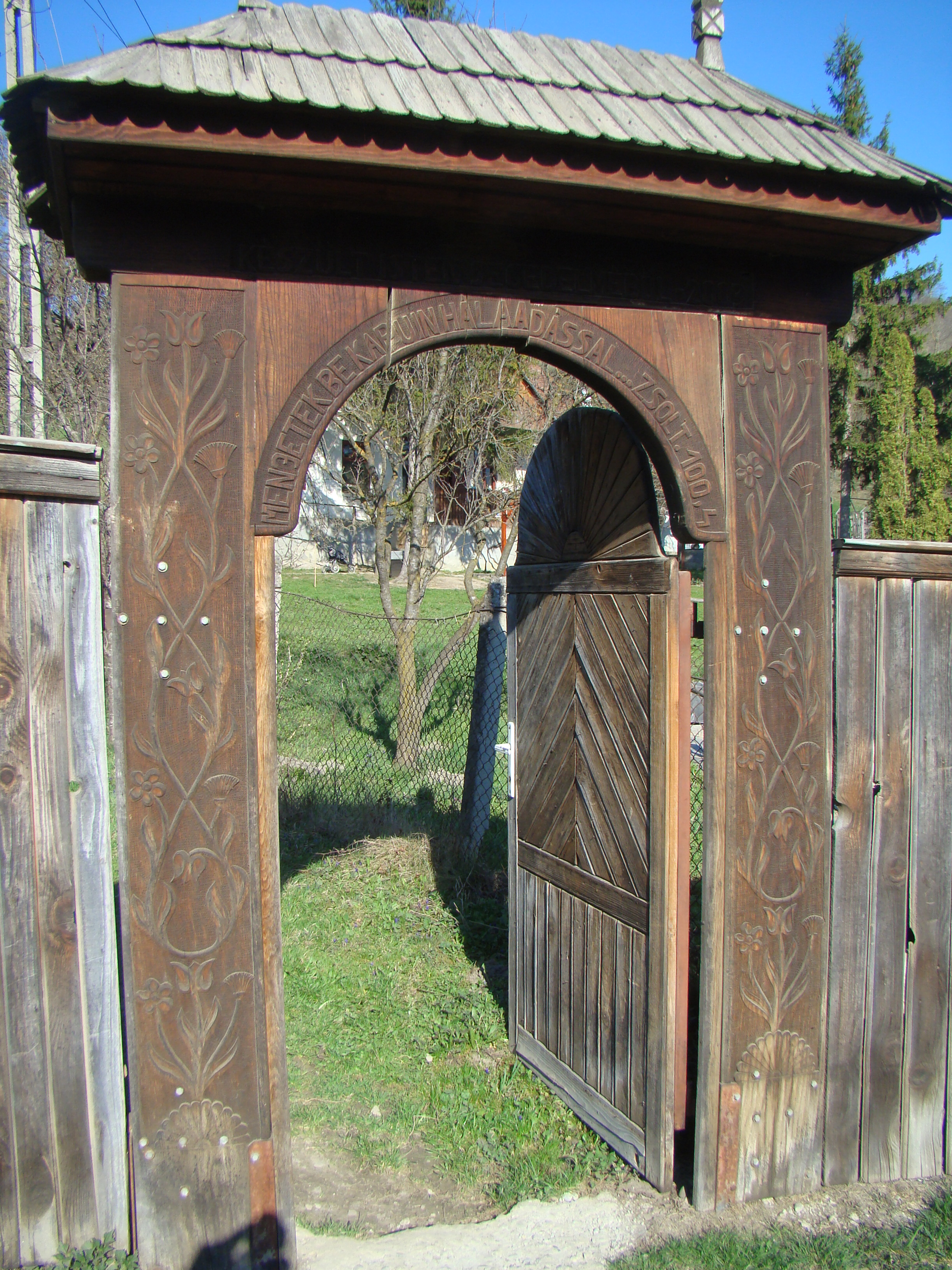
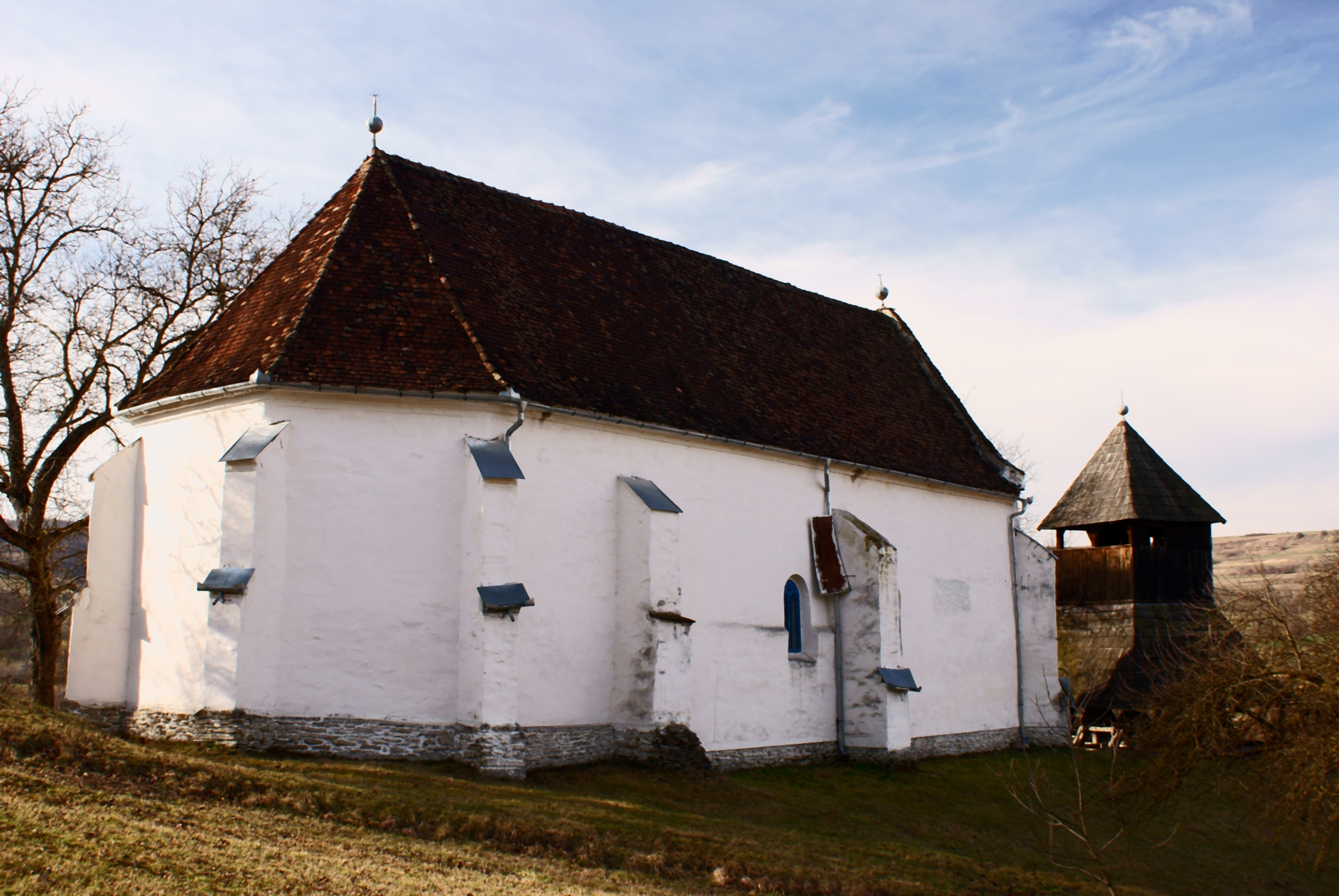
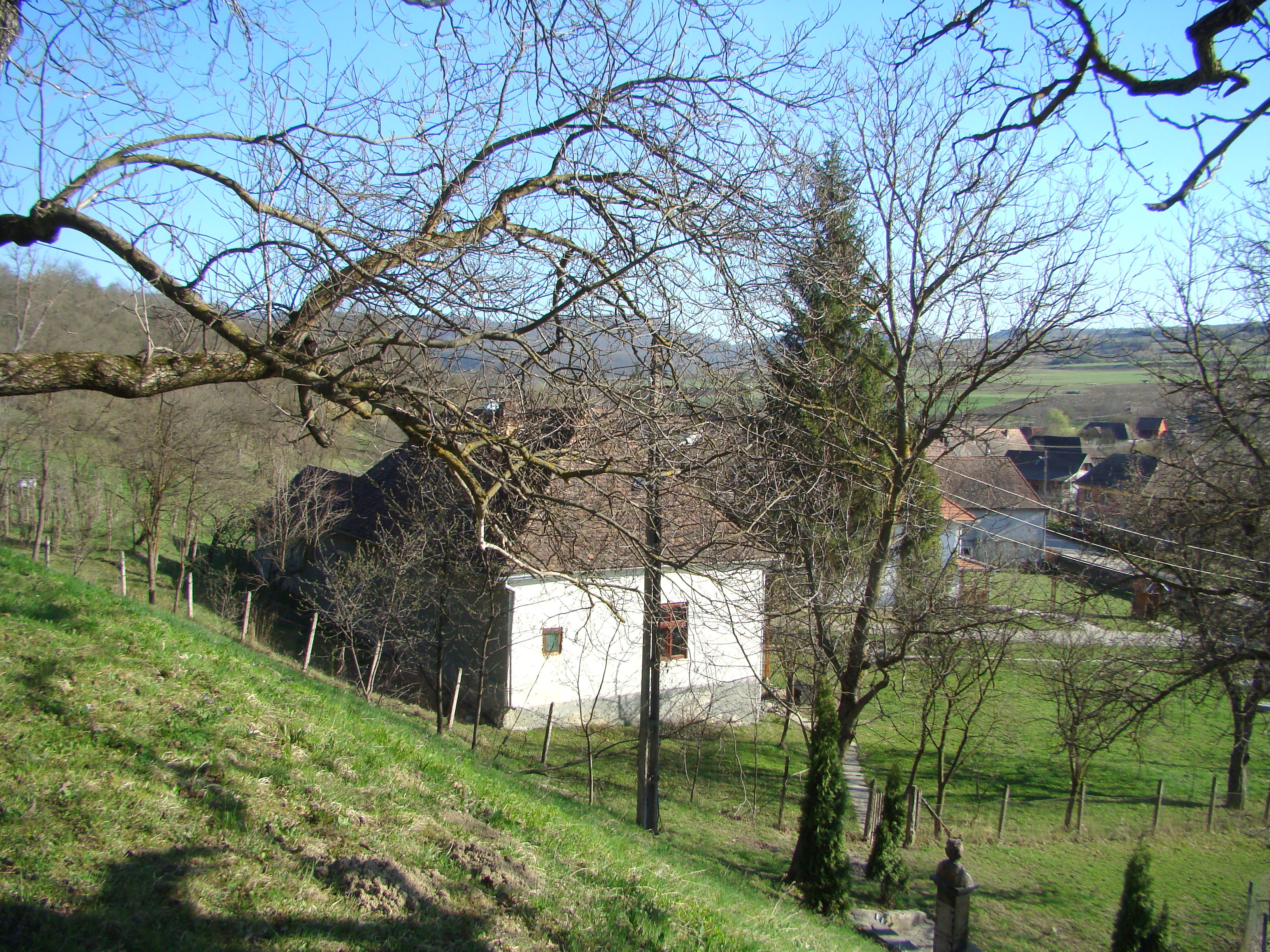
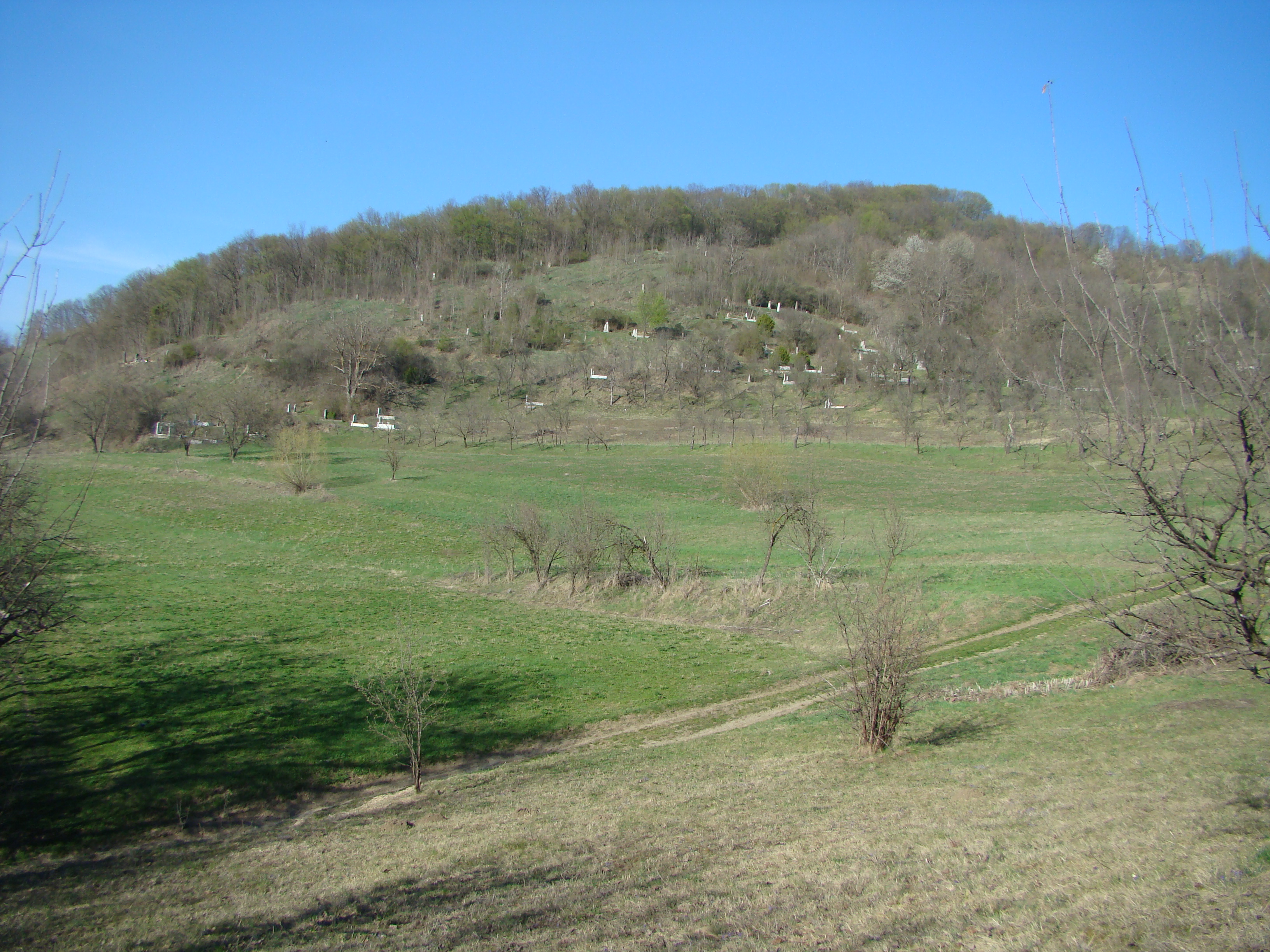

## Imagini din interior

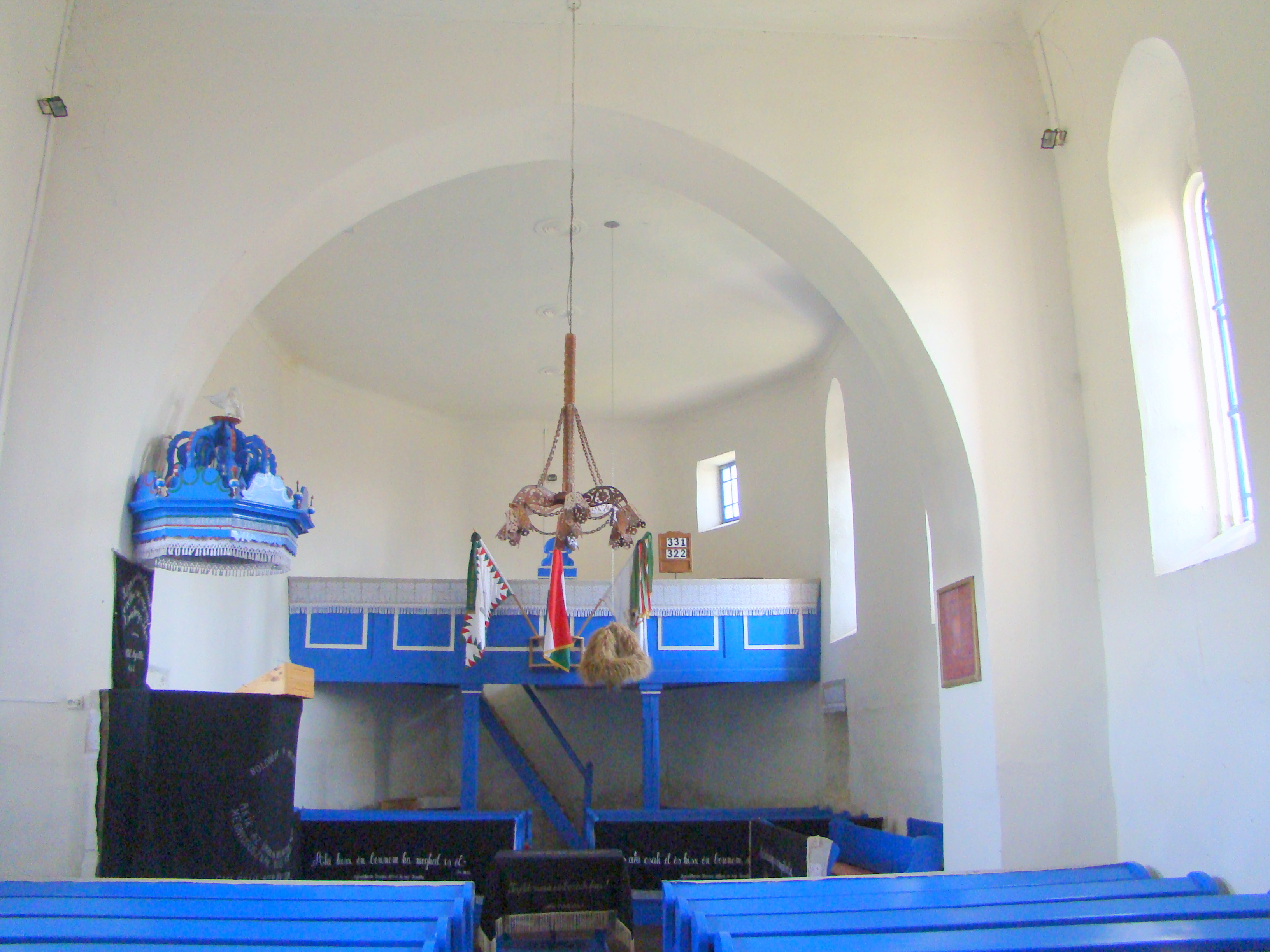
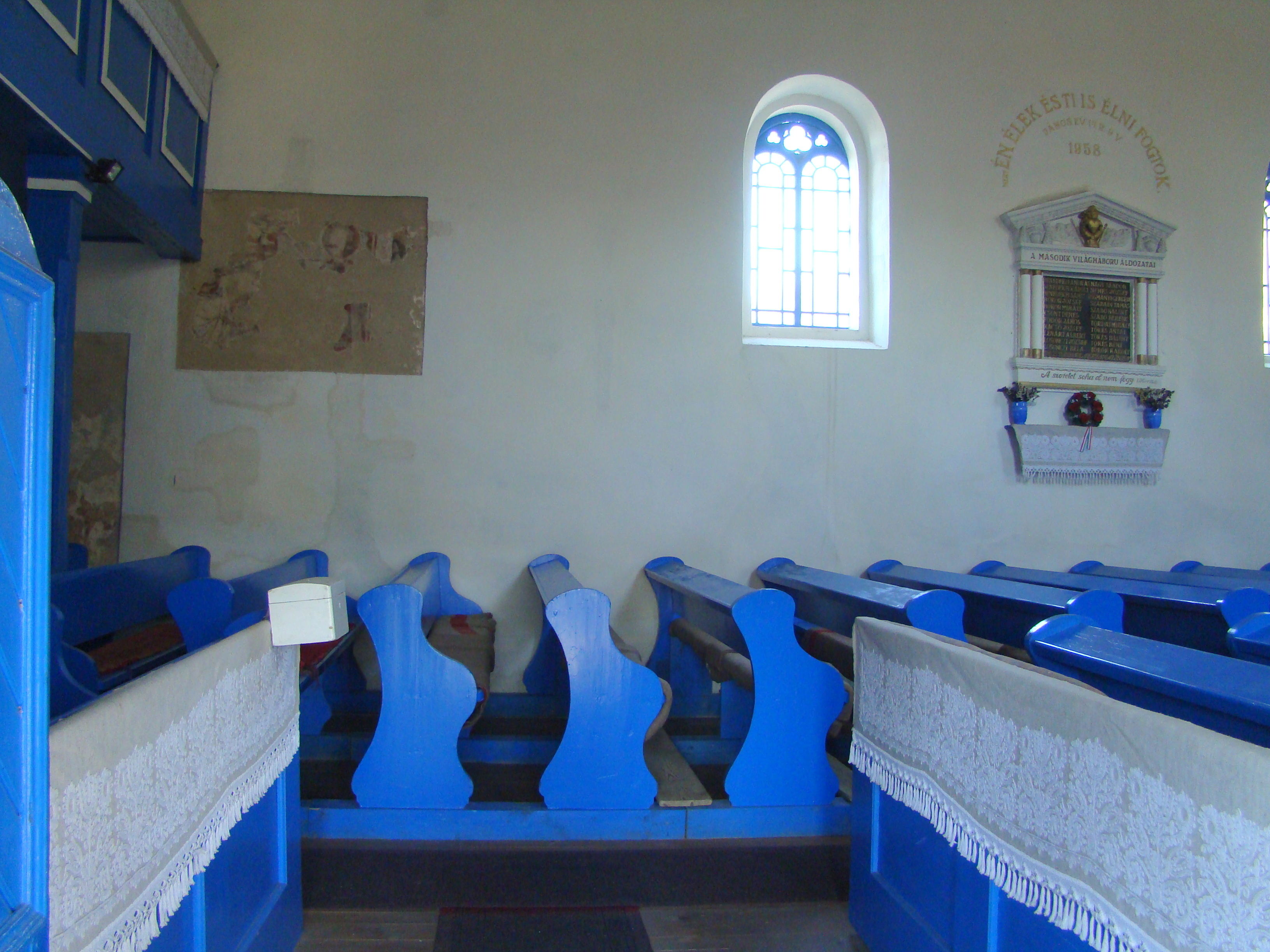
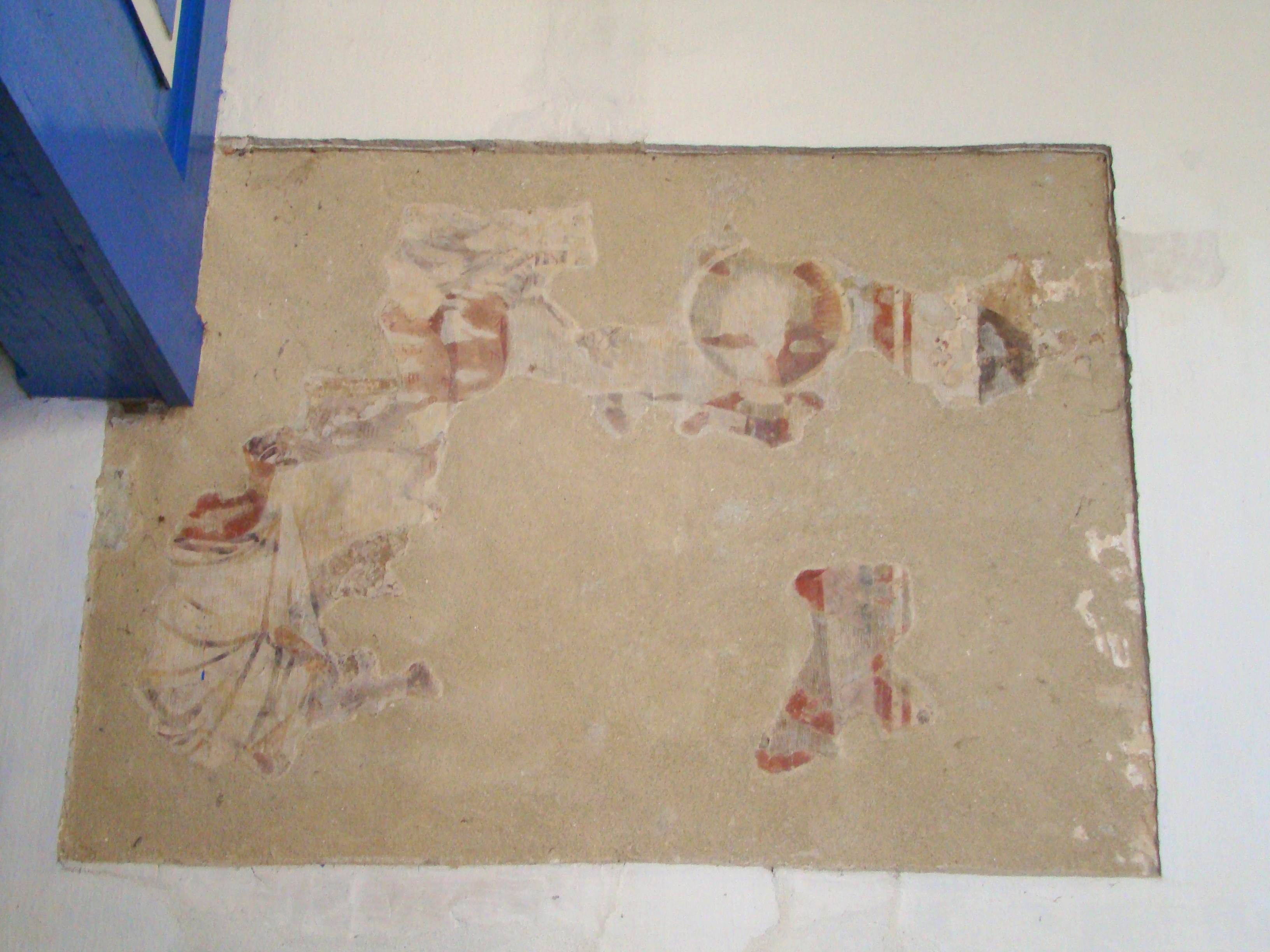
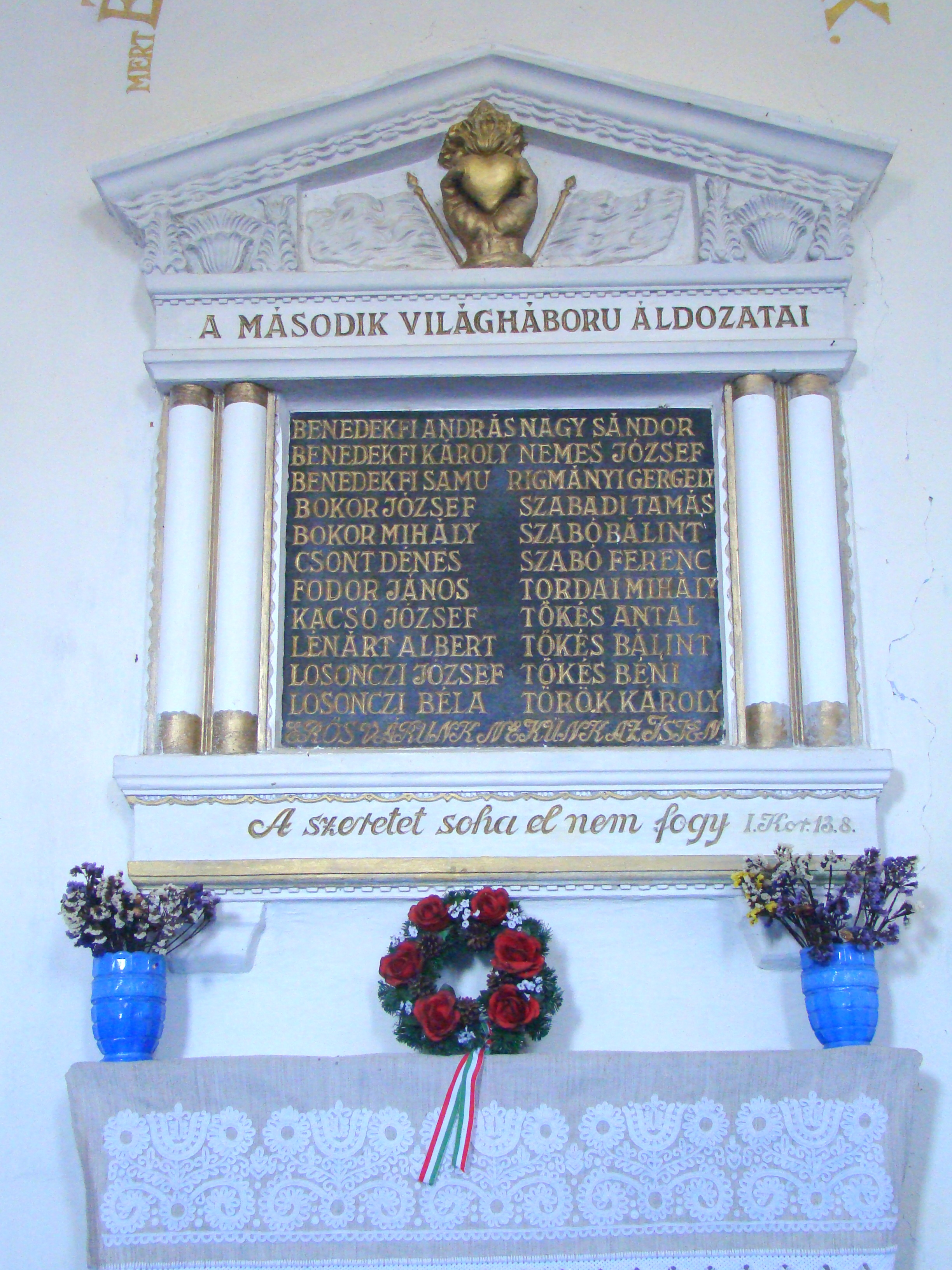
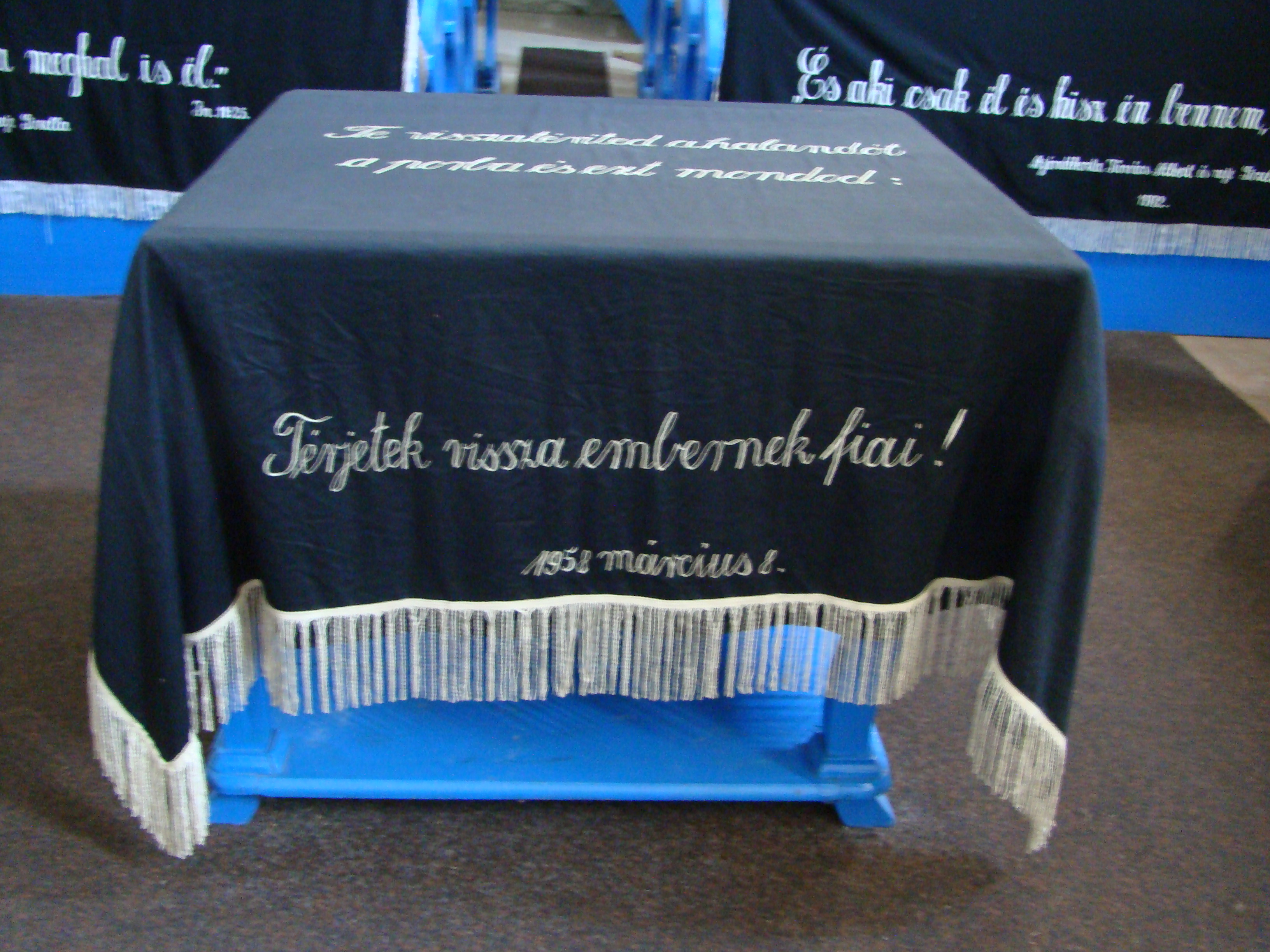
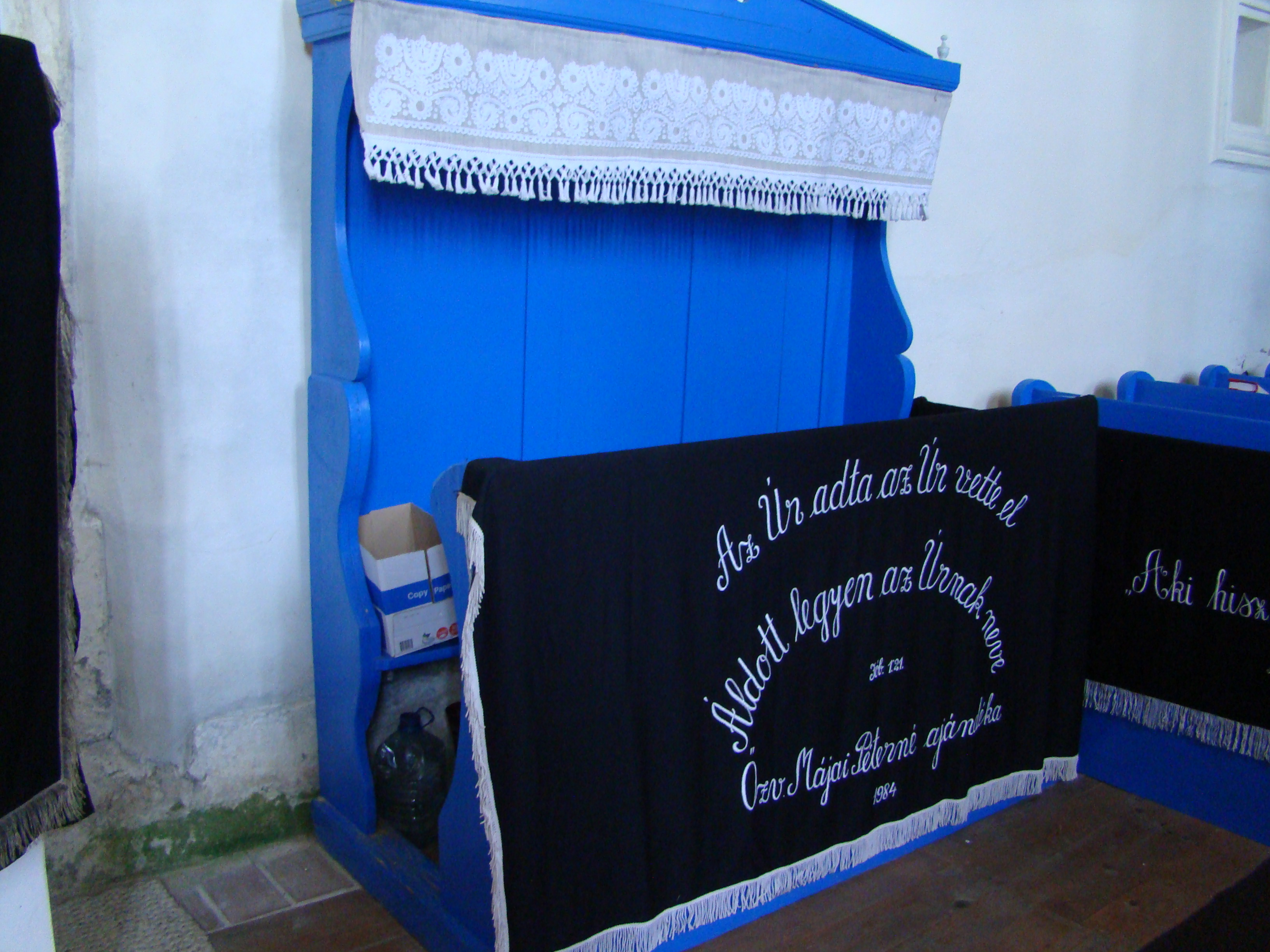
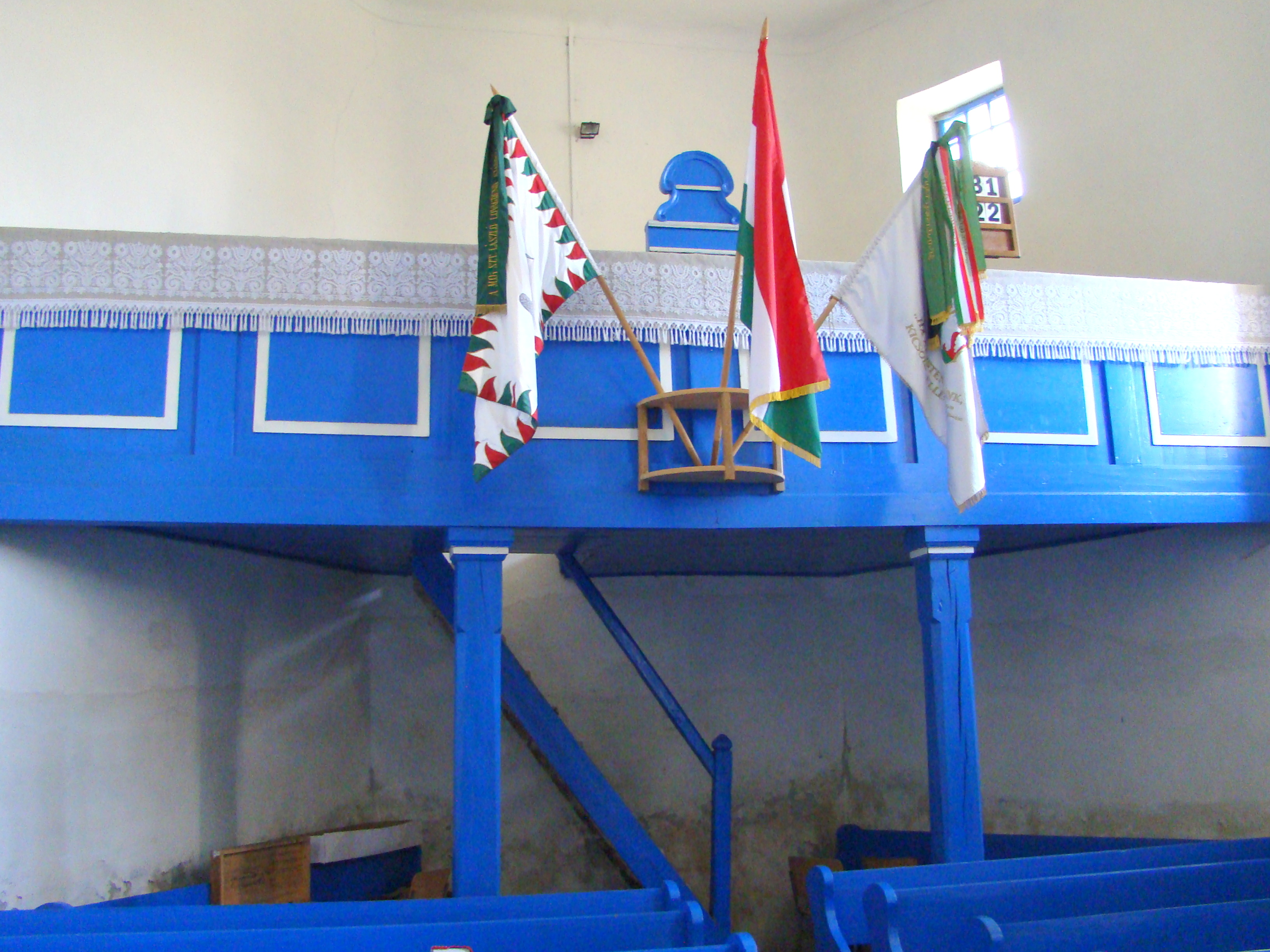
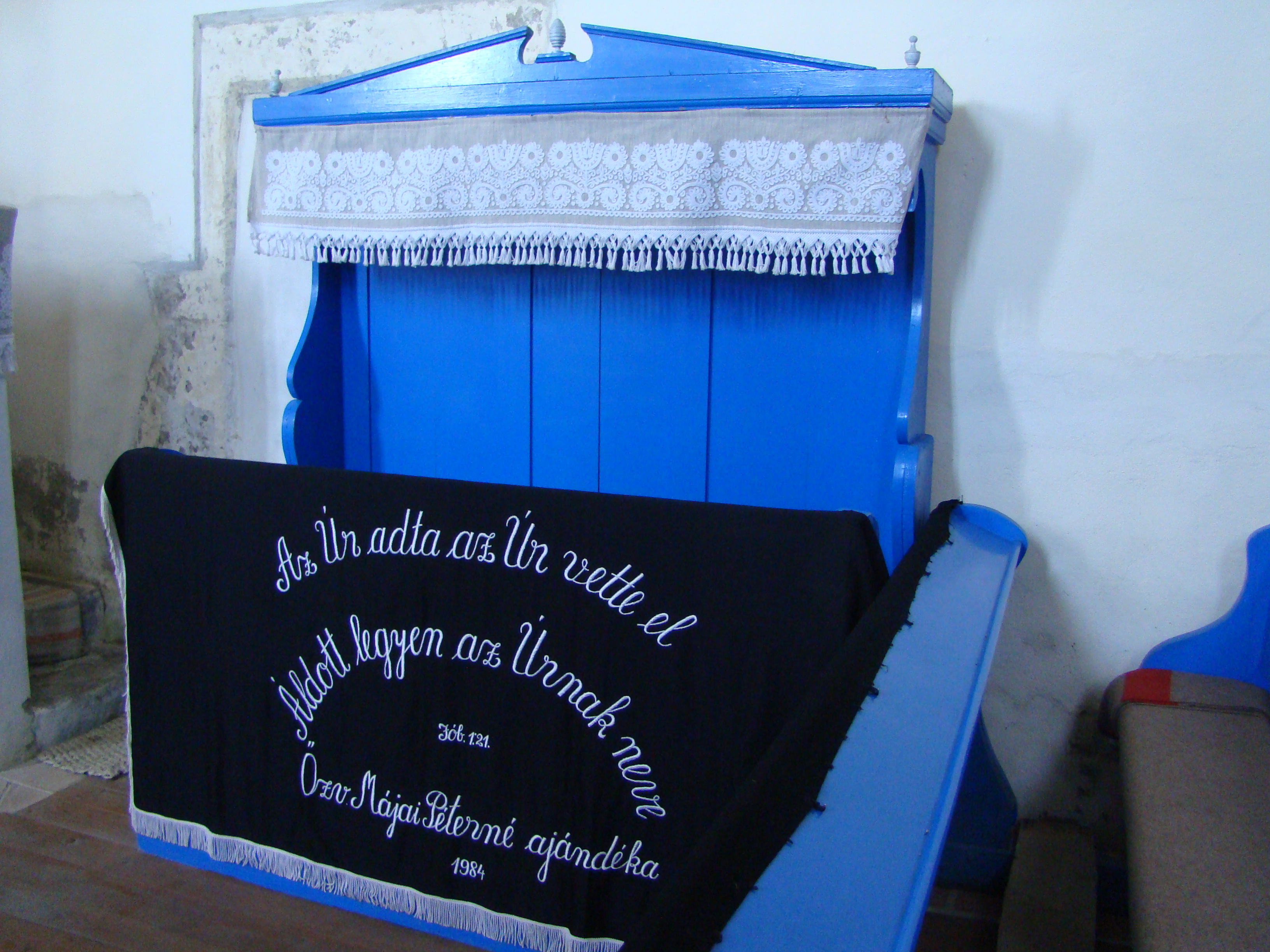
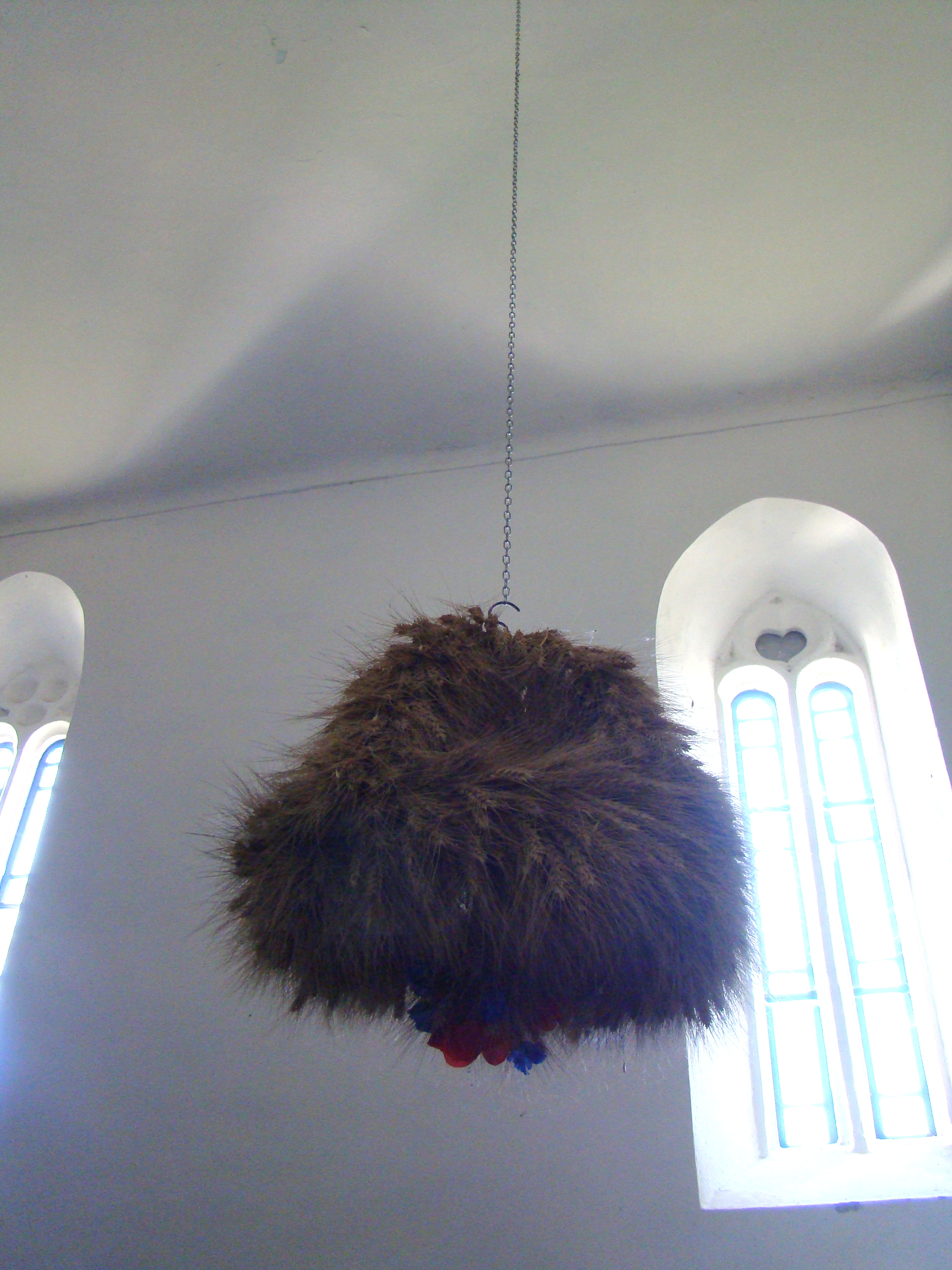
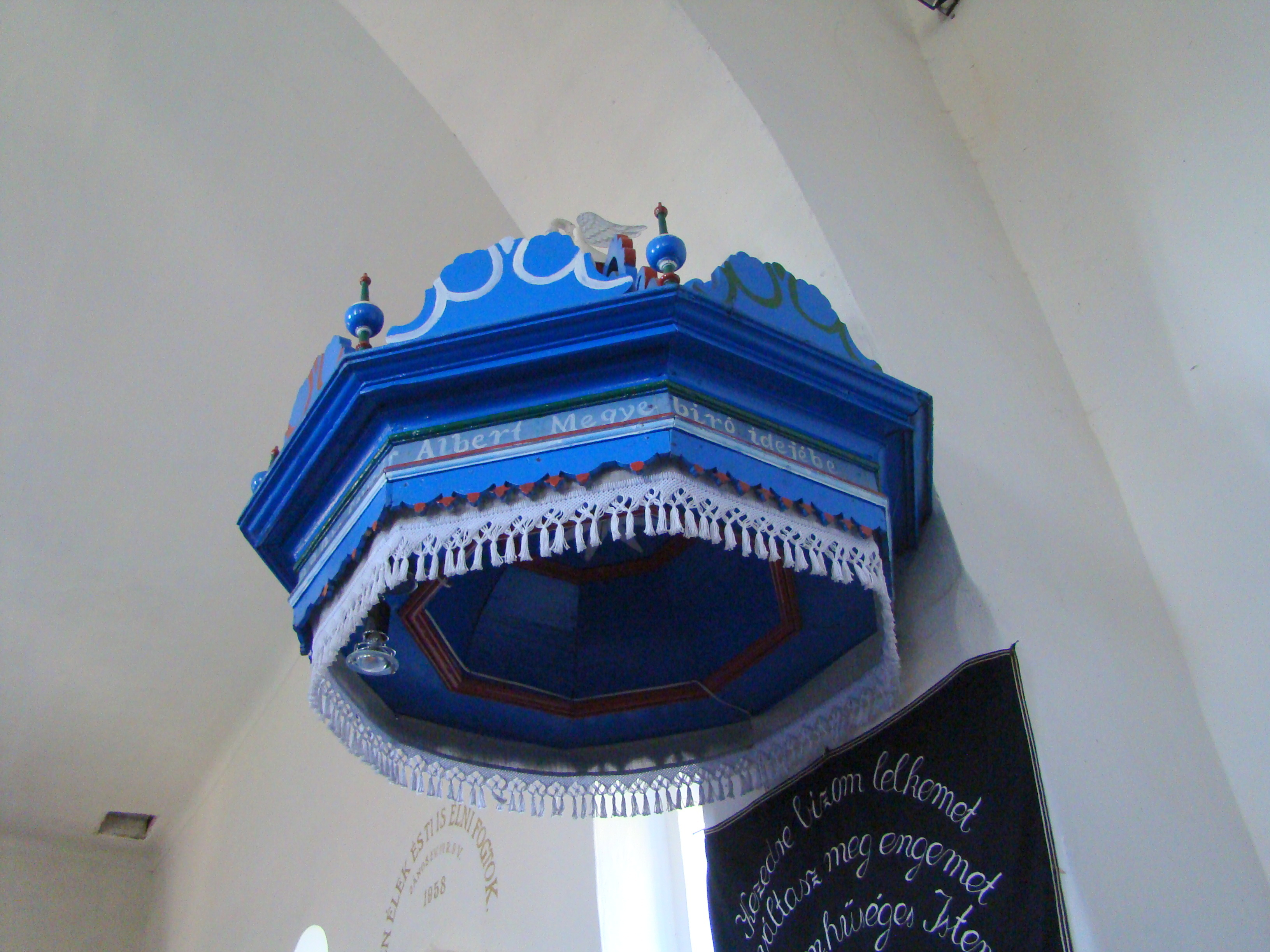
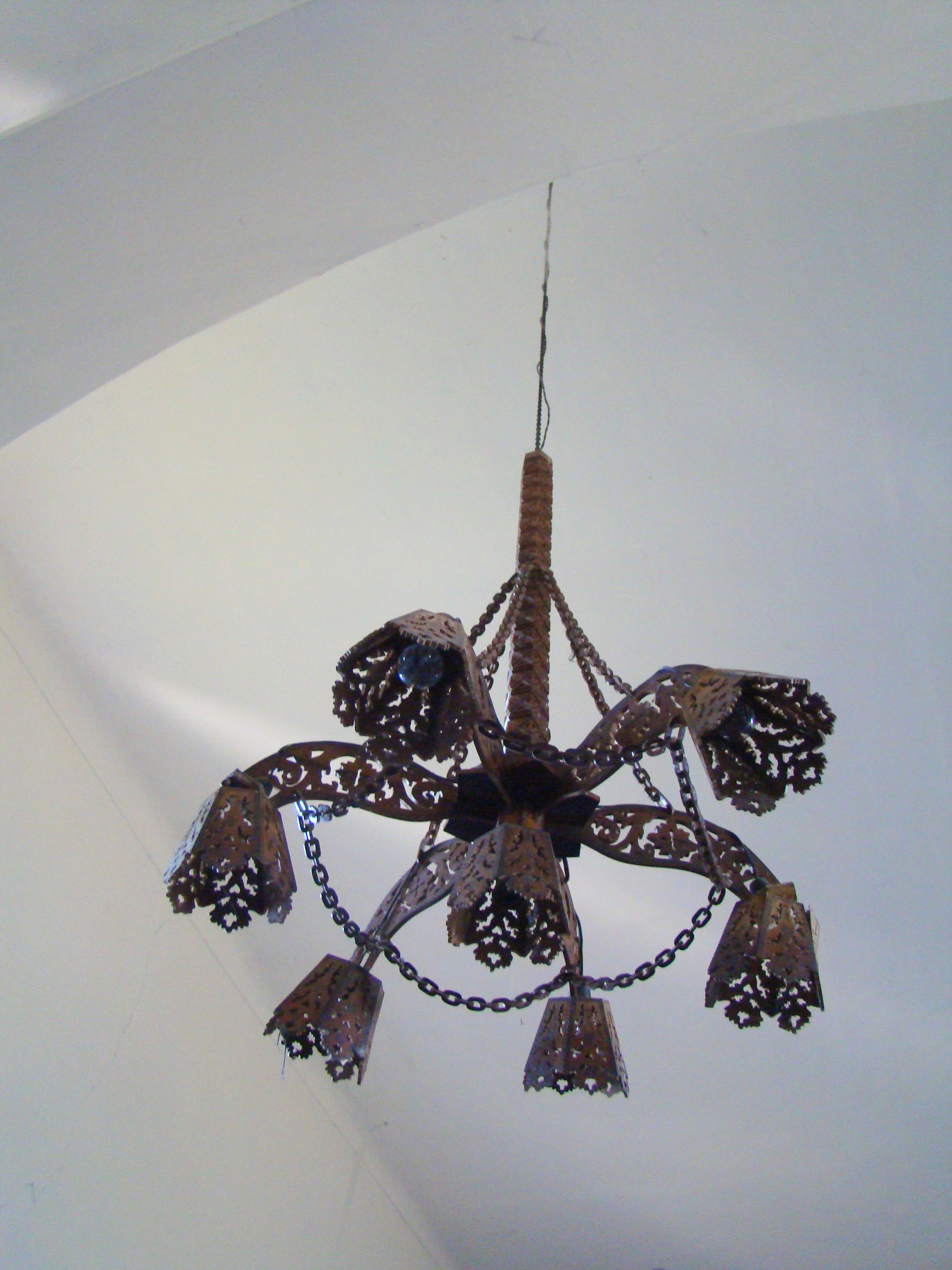
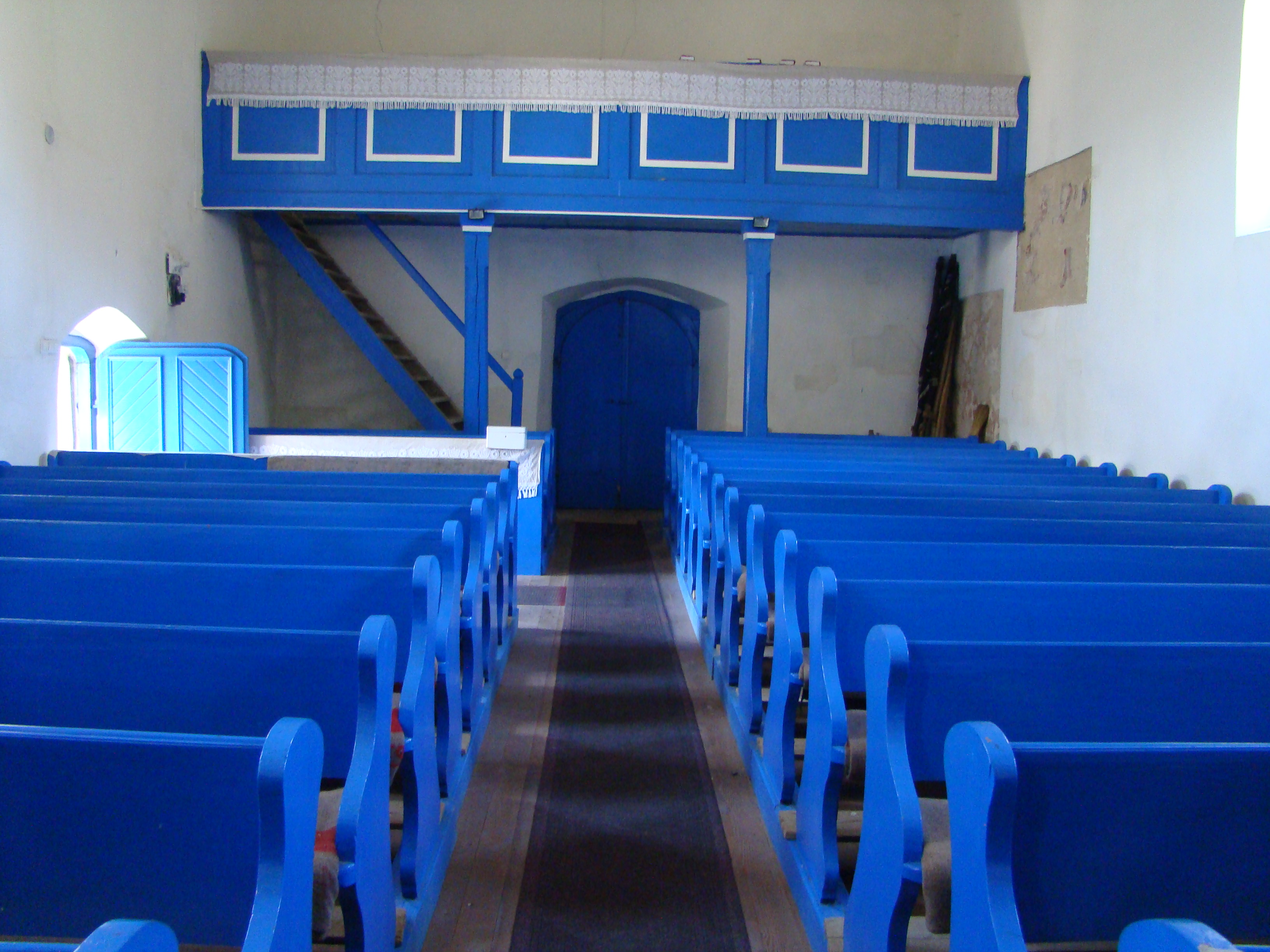
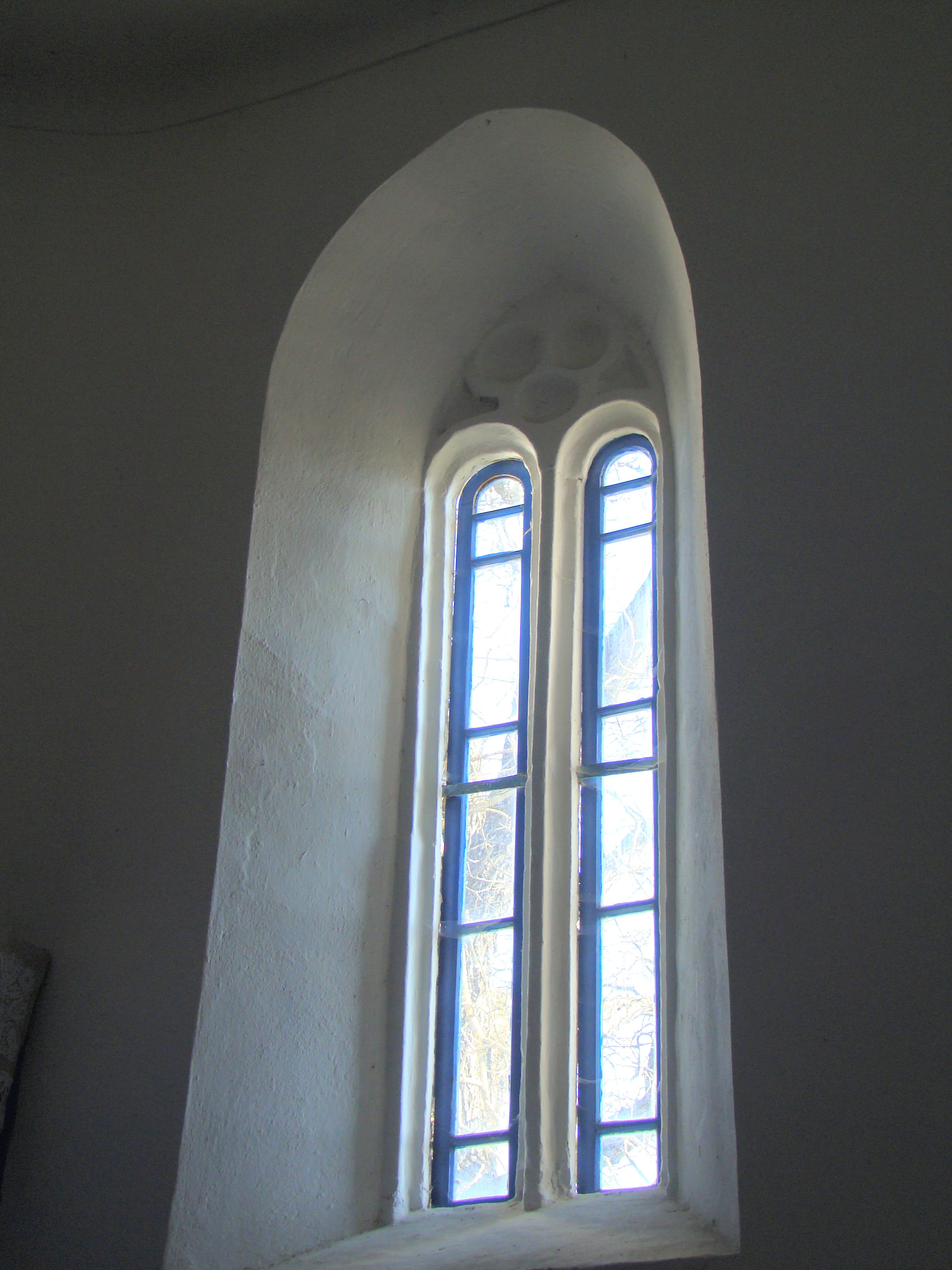
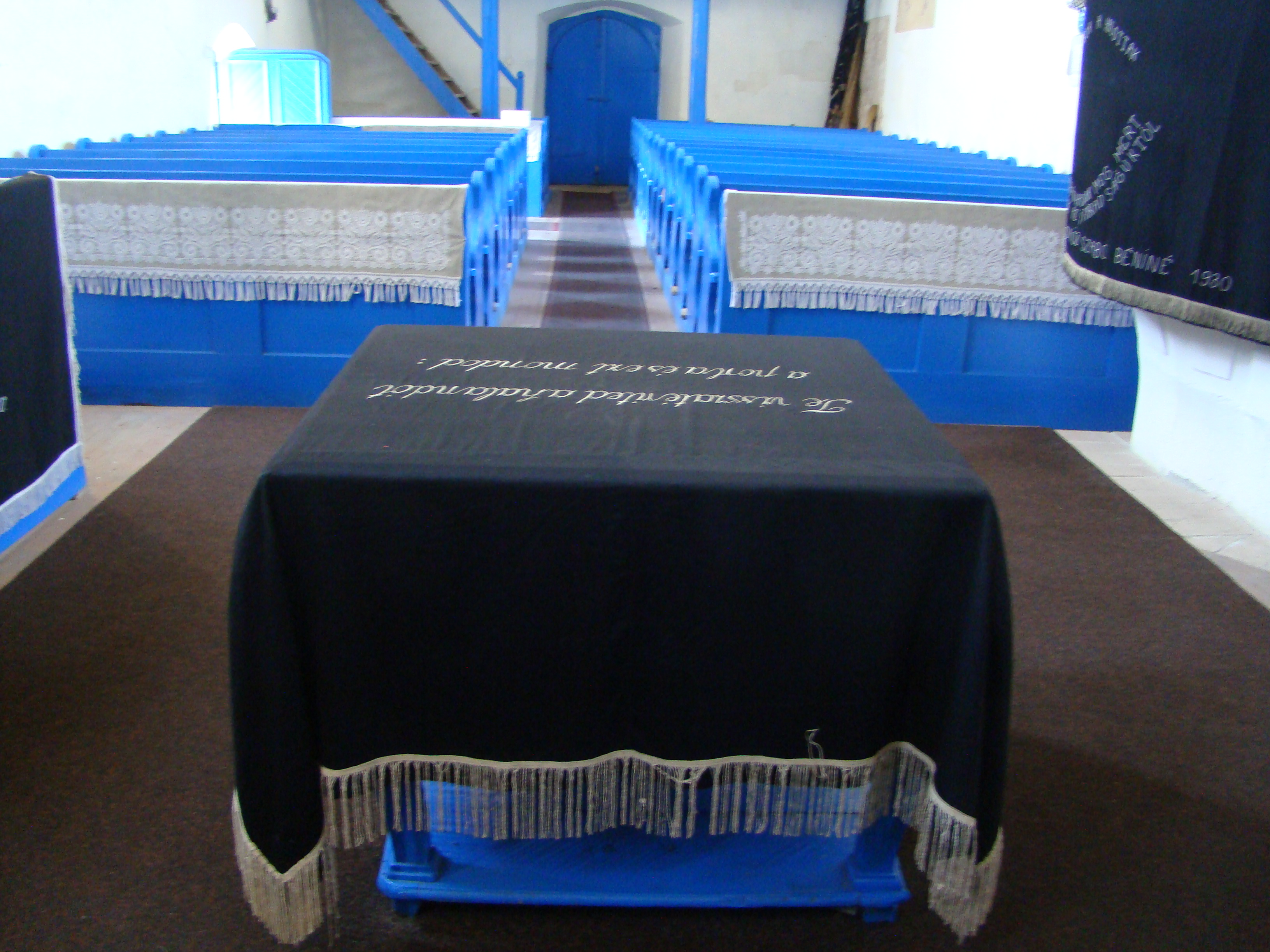
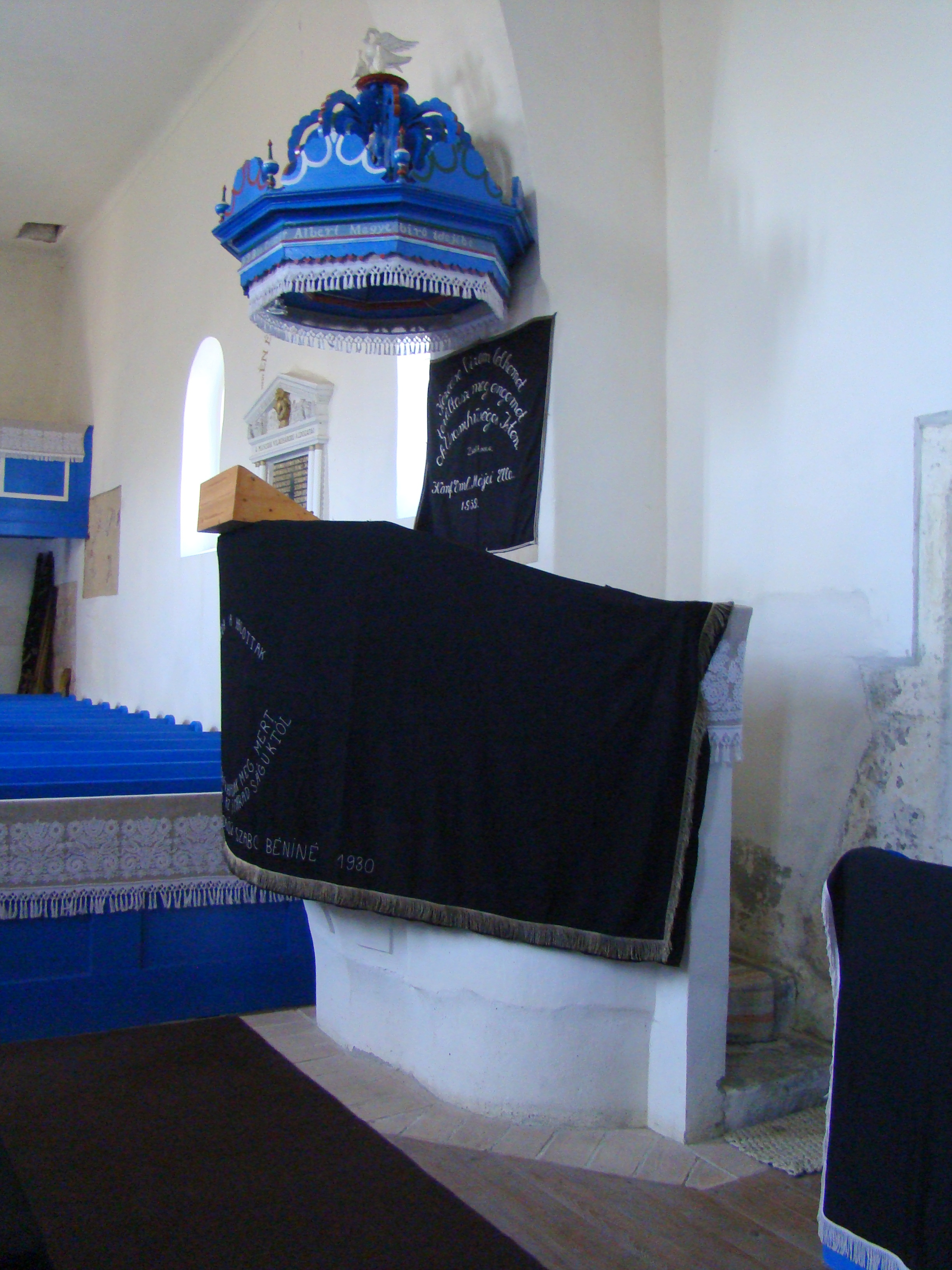
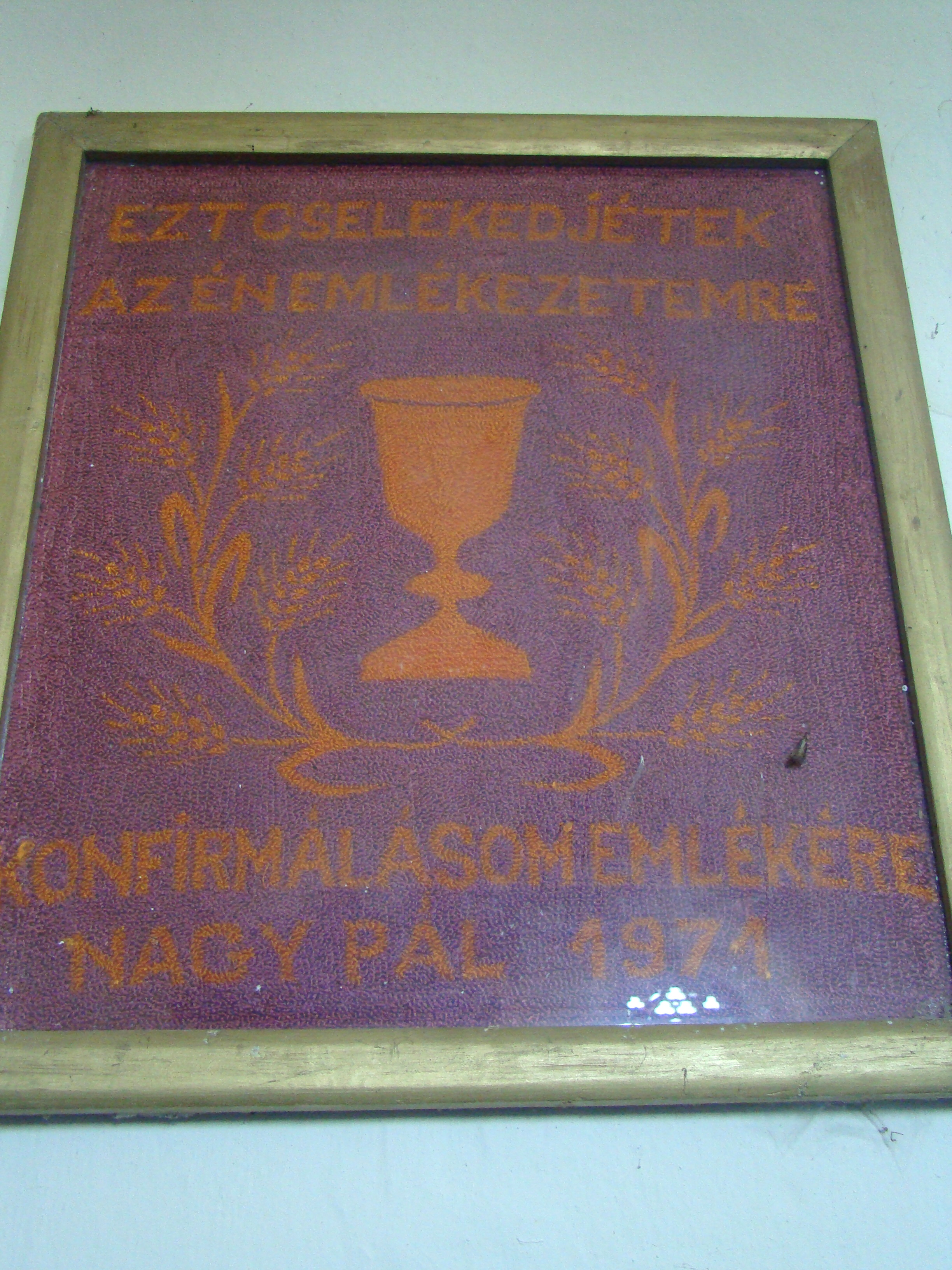
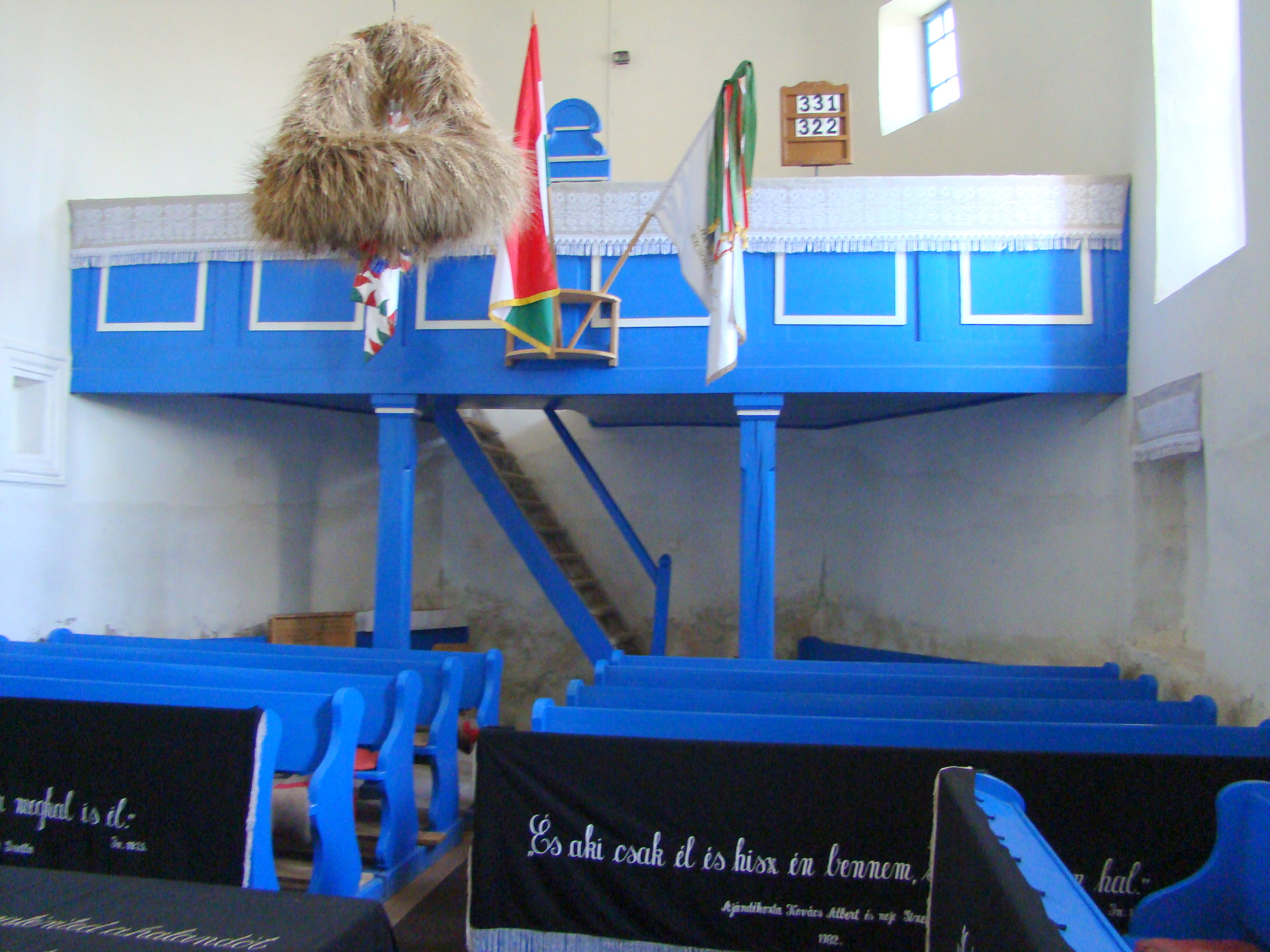
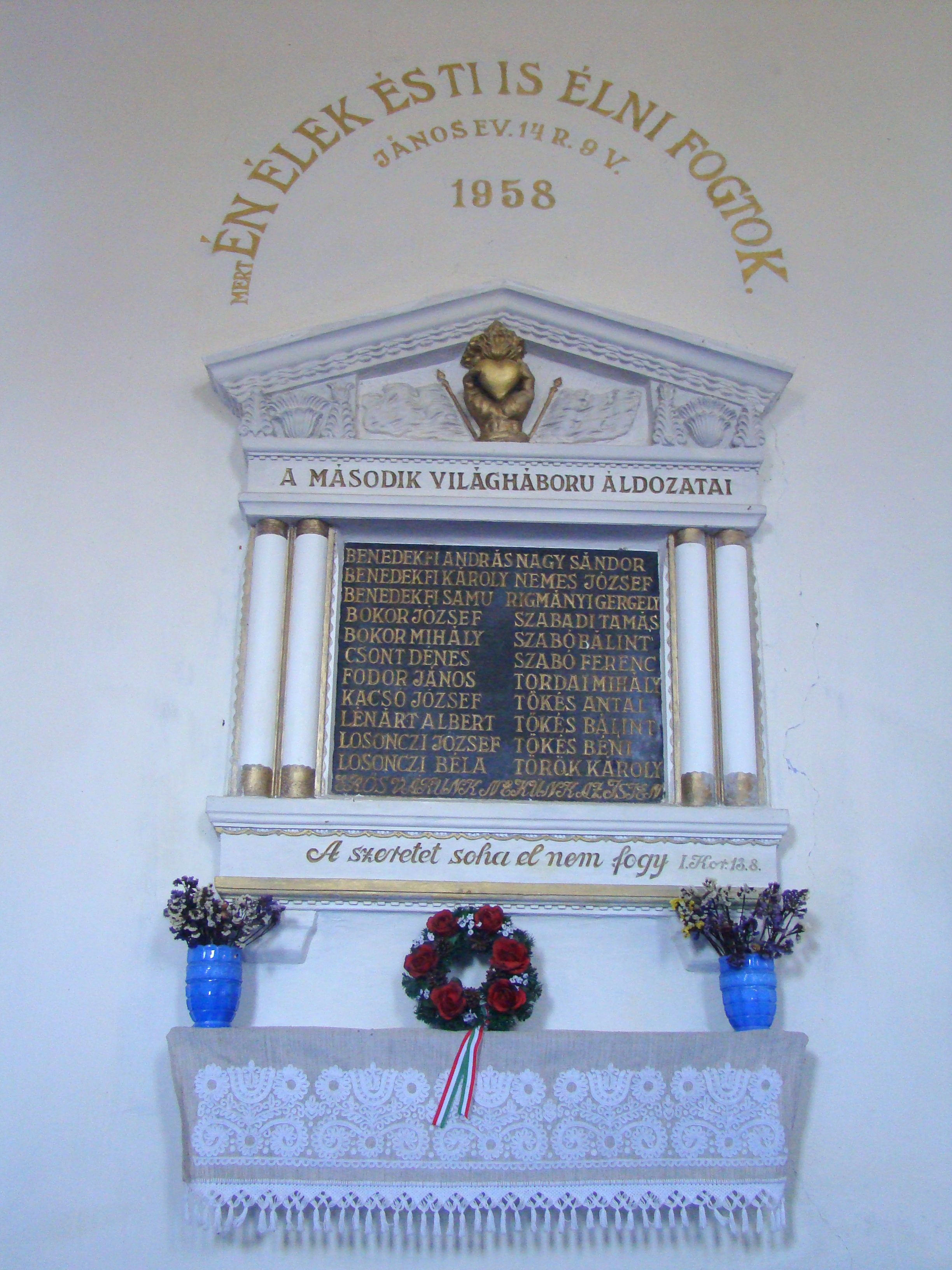
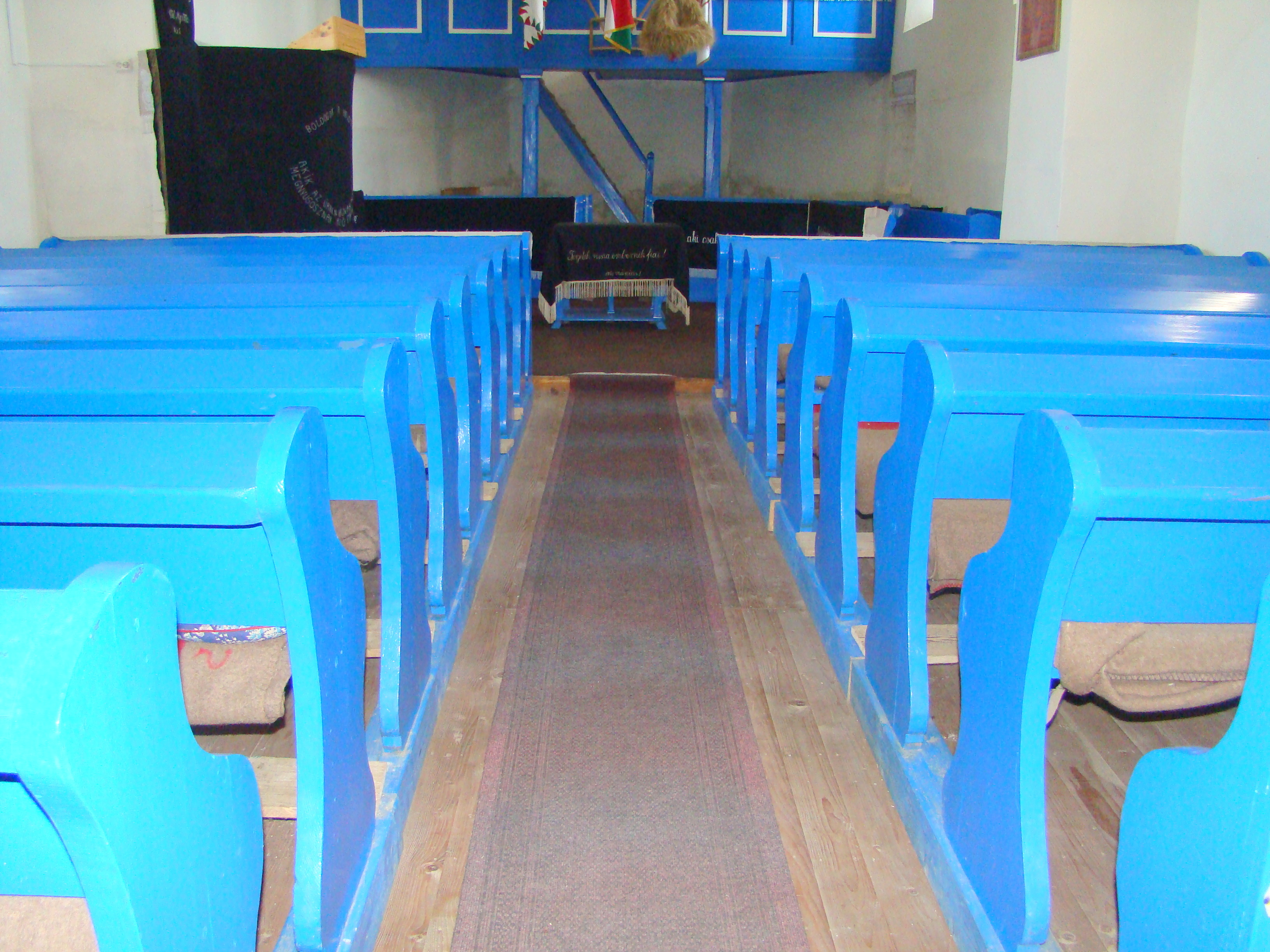
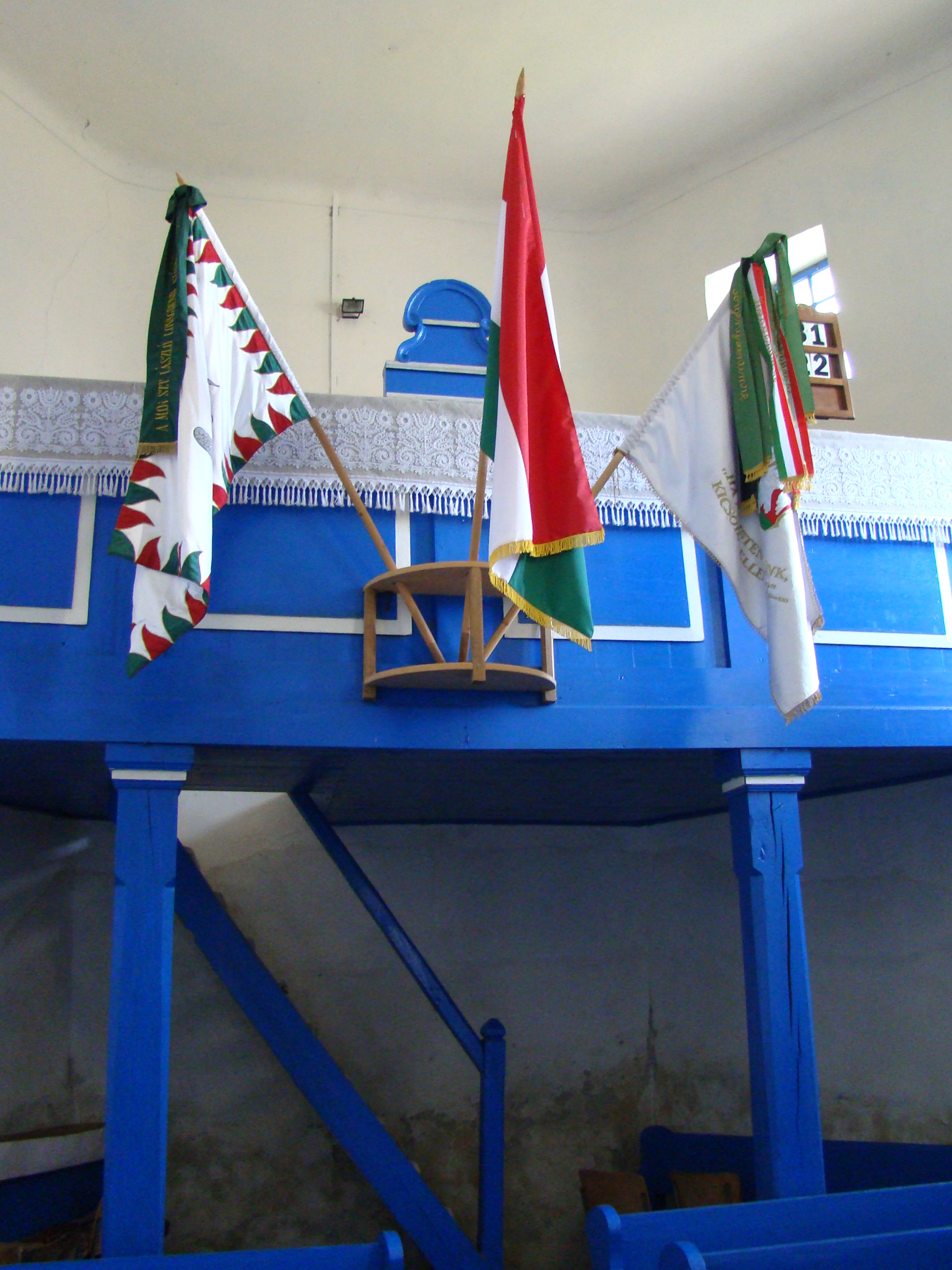
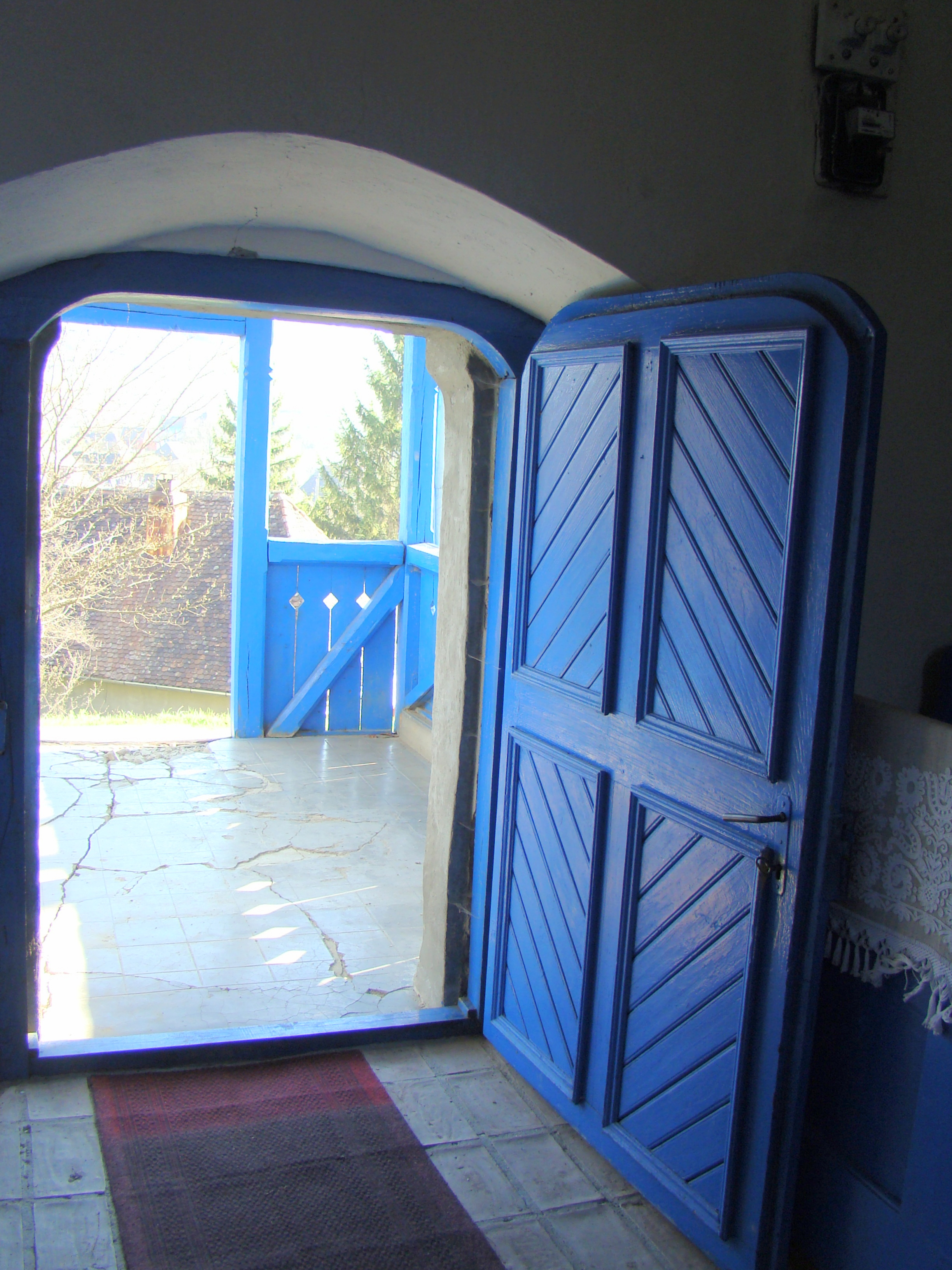

## Vezi și
- Eremieni, Mureș